# Fryderyk Chopin
Fryderyk Franciszek Chopin, anche noto con il nome francesizzato di Frédéric François Chopin (Żelazowa Wola, 22 febbraio 1810 – Parigi, 17 ottobre 1849), è stato un compositore e pianista polacco.
Fu uno dei più importanti compositori del periodo romantico, talvolta definito «poeta del pianoforte», il cui "genio poetico" è basato su una tecnica professionale che è stata definita «senza eguali nella sua generazione», dotato di precoce talento musicale.
Fu di gracile costituzione e per la maggior parte della sua vita fu tormentato da problemi di salute, sviluppando già in gioventù una forma di tubercolosi. Visse e si mantenne grazie alla vendita delle sue composizioni e con l'insegnamento del pianoforte. Fu in amicizia con Franz Liszt, che scrisse su di lui il saggio Chopin, e fu ammirato da molti dei suoi contemporanei, in particolare da Robert Schumann che scrisse importanti recensioni sulle sue opere.
Gran parte delle composizioni vennero scritte per pianoforte solo; le uniche significative eccezioni sono i due concerti, quattro composizioni per pianoforte e orchestra e la Sonata per violoncello e pianoforte. Scrisse anche alcuni brani di musica da camera e diverse canzoni su testi polacchi. Il suo stile pianistico fu altamente individuale e spesso tecnicamente impegnativo, ma mantenendo sempre le giuste sfumature e una profondità espressiva. Reinventò la forma musicale della Ballata scrivendola per pianoforte solo senza alcun riferimento a un testo poetico. Apportò innovazioni ragguardevoli a molte altre forme, dalla Sonata per pianoforte, alla Mazurca, al Notturno. Le influenze sul suo stile compositivo includono la musica popolare polacca, la tradizione classica in particolare di Johann Sebastian Bach e di Wolfgang Amadeus Mozart, i musicisti preromantici e Franz Schubert, e anche l'eleganza e la grazia della musica suonata nei salotti parigini in cui era frequentemente ospite. Le sue innovazioni nello stile, nella forma musicale e nell'armonia e la sua associazione della musica con il nazionalismo polacco sono state influenti in tutto il periodo romantico e anche successivamente.
Il suo successo come compositore ed esecutore, la sua associazione (anche se solo indiretta) con l'insurrezione polacca, la liricità e l'emotività presenti nella sua musica, la sua vita sentimentale e la morte precoce lo hanno fatto diventare "il musicista romantico per eccellenza".

## Biografia

### Infanzia

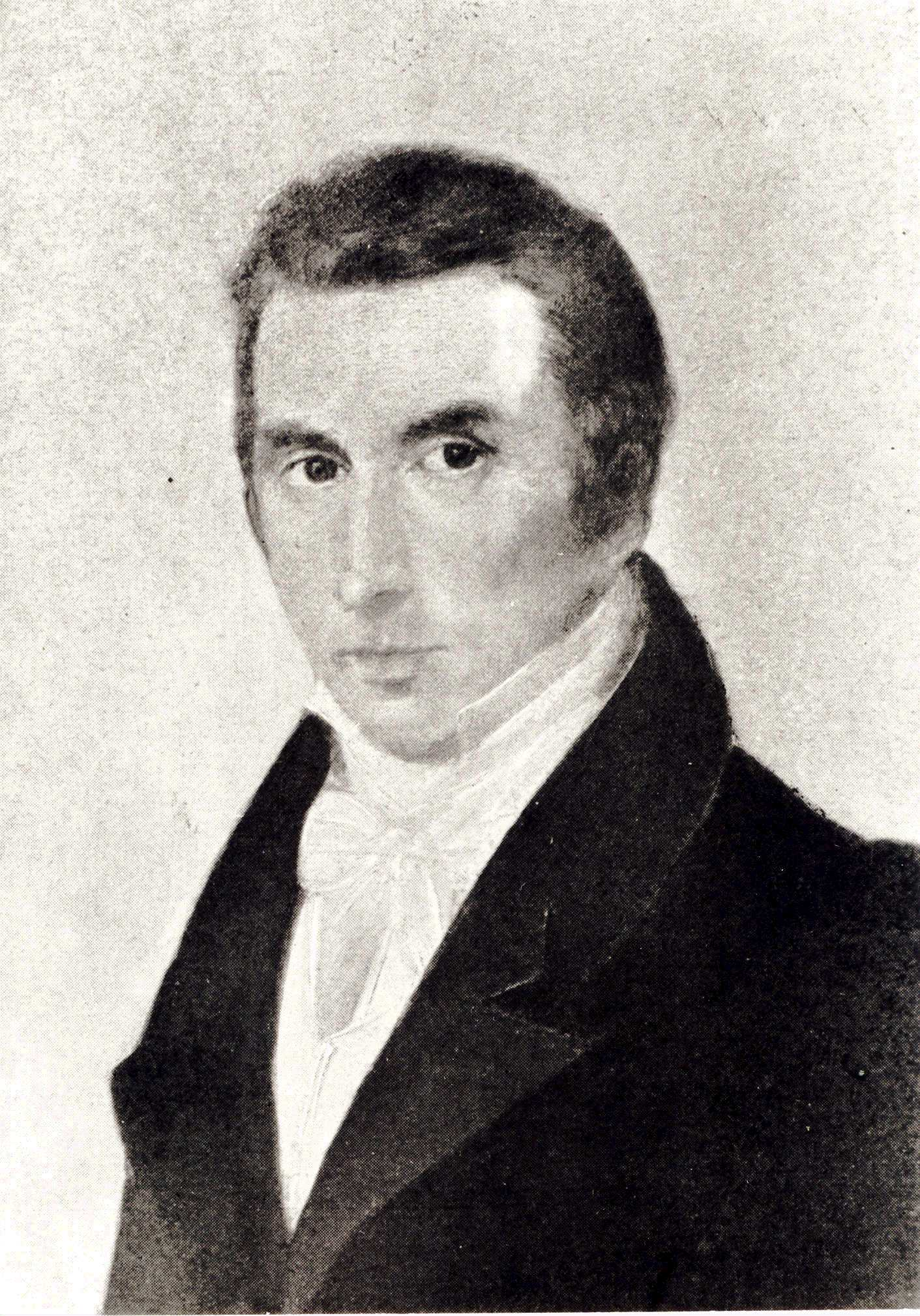
Il padre di Chopin, Nicolas Chopin, dipinto da Ambroży Mieroszewski, 1829

Chopin nacque a Żelazowa Wola, una frazione di Sochaczew, comune rurale situato a circa 50 chilometri a ovest di Varsavia, in quello che allora era il Ducato di Varsavia, uno stato polacco istituito da Napoleone Bonaparte. Il registro parrocchiale dei battesimi della chiesa di Brochów, tenuto dal parroco Jan Duchnowski, indica la sua data di nascita il 22 febbraio 1810 e cita i suoi nomi nella forma latina Fridericus Franciscus (in polacco, Fryderyk Franciszek). Quando tre settimane dopo la sua morte Liszt, dichiarando che avrebbe voluto pubblicare qualche pagina in onore "di una delle glorie più nobili dell'arte", richiese alla sorella di Chopin, signora Ludwika Jędrzejewicz, alcuni dati biografici ne ebbe in risposta che solo i ricordi della madre avrebbero potuto stabilirlo. La madre, in buona fede, ricordava stranamente il giorno 1° di marzo. Quello che era un lapsus memoriae finì col diventare la data di nascita ufficiale, avvalorata dalle lettere di famiglia in cui si cita sempre erroneamente. Il compositore e la sua famiglia utilizzarono come data di nascita il 1º marzo e, anche se generalmente il 1º marzo viene spesso considerato corretto, la Chopin Society celebra il 22 febbraio. Gastone Belotti ritiene che si possa considerare corretta la data indicata dai documenti ufficiali attestanti che Nicolas Chopin avesse presentato il figlio dichiarando che era nato il 22 febbraio alle sei di sera e che la famiglia festeggiasse il 1º marzo per altri motivi.
Il padre di Fryderyk, Nicolas Chopin, fu un francese originario di Marainville nei Vosgi emigrato in Polonia nel 1787, all'età di sedici anni. Nicolas si arruolò nella Guardia Nazionale e combatté con Tadeusz Kościuszko. Accettò inizialmente un semplice impiego da contabile allo scopo di imparare bene il polacco e il tedesco, quindi divenne istitutore e insegnante di francese per i figli dell'aristocrazia polacca; nel 1806 conobbe Justyna Krzyżanowska una giovane impiegata come dama di compagnia della moglie del conte Kacper Skarbek, per cui Nicolas lavorò occupandosi dell'istruzione del figlio Fryderyk. I due giovani si sposarono il 21 giugno 1806 andando quindi a vivere a Varsavia nell'appartamento che il conte Skarbek mise a loro disposizione. Qui nacque l'anno dopo la prima figlia a cui venne dato il nome di Ludwika in omaggio alla contessa. In seguito la famiglia si trasferì a Żelazowa Wola dove nacque Fryderyk che fu il secondo figlio della coppia e l'unico maschio; fu battezzato il giorno di Pasqua, domenica 23 aprile 1810, nella stessa chiesa dove i suoi genitori si erano sposati, presso Brochów. Il padrino diciottenne – dal quale prese il nome – fu Fryderyk Skarbek, allievo di Nicolas Chopin. Fryderyk ebbe due sorelle più piccole, Izabella (1811-1881) ed Emilia (1812-1827). Nicolas fu devoto alla sua patria adottiva e insistette affinché, in famiglia, si facesse uso della lingua polacca.
Nel mese di ottobre 1810, sei mesi dopo la nascita di Fryderyk, la famiglia si trasferì ancora a Varsavia, dove al padre, che aveva lasciato l'occupazione di istitutore privato, venne affidato il posto di insegnante di francese al Liceo di Varsavia. Nicolas suonava il flauto e il violino; la madre suonava discretamente il pianoforte e impartiva lezioni ai figli Ludwika e Fryderyk. Il giovane Chopin fu di esile corporatura e, anche nella prima infanzia, si dimostrò di salute cagionevole così come la sorella minore Emilia. Intorno ai 9-10 anni, Fryderyk cominciò a soffrire di una tosse incessante che lo accompagnò fino alla morte. L'ipotesi più accettata oggi è che questa tosse fosse espressione di una tubercolosi polmonare. Fra i fautori di questa interpretazione ci fu Jean Cruveilhier, patologo francese che assistette Chopin negli ultimi mesi di vita.

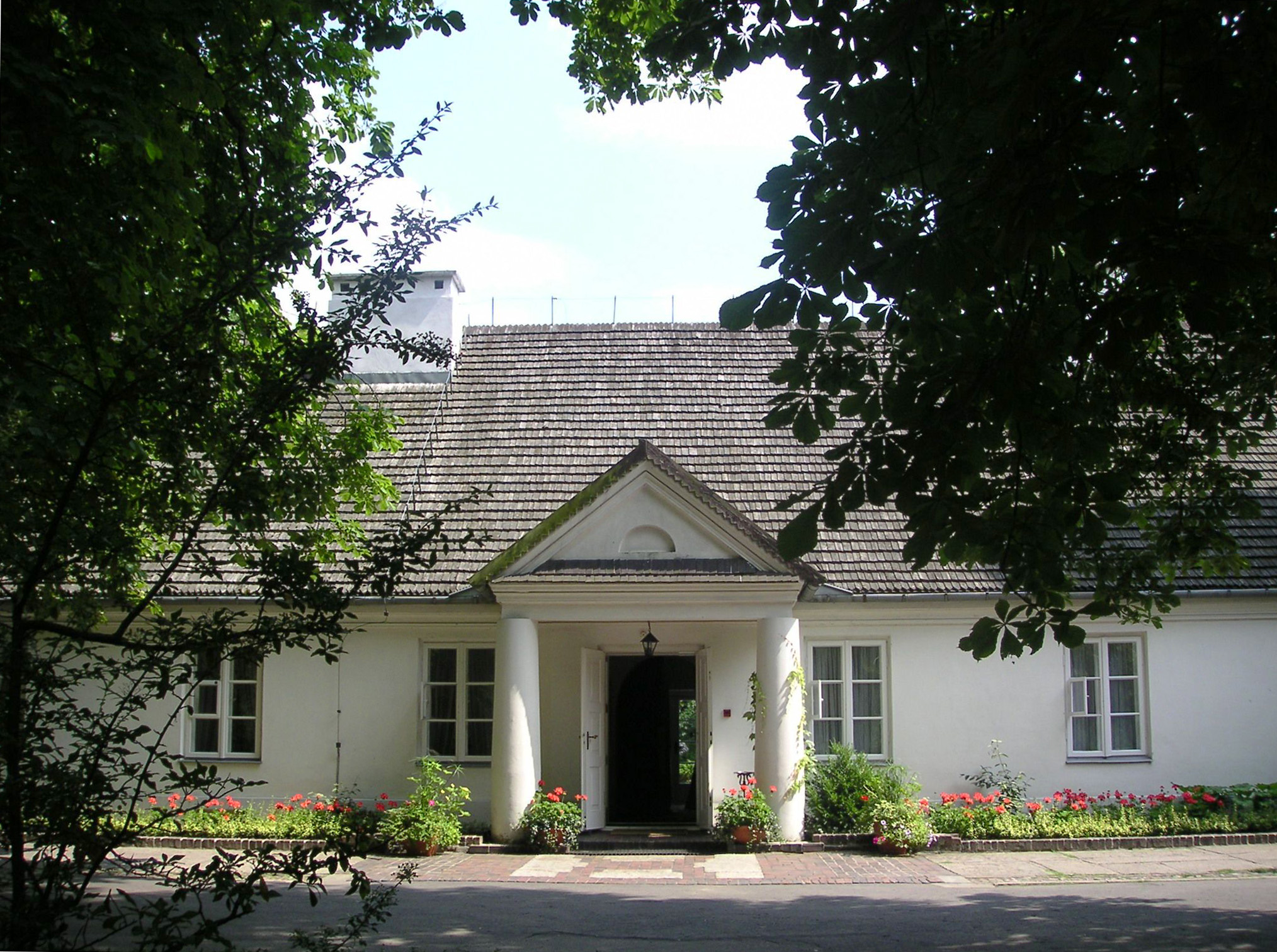
Casa natale di Fryderyk Chopin

Dopo aver avuto le prime istruzioni di pianoforte da sua madre, per la notevole predisposizione mostrata ebbe necessità di trovare un insegnante professionale che fu, tra il 1816 e il 1821, il pianista e violinista ceco Wojciech Żywny. Anche la sorella maggiore Ludwika prese lezioni da Żywny e, occasionalmente, si esibì in duetti con il fratello. Fin da subito si capì che Fryderyk era un bambino con una straordinaria propensione per la musica. Nel 1817 compose la sua prima polacca, in Sol minore, stesa su carta dal maestro poiché il piccolo Chopin non sapeva ancora scrivere la musica; all'inizio del 1818 iniziò a esibirsi in pubblico con un concerto per beneficenza nel palazzo del principe Antoni Radziwiłł. Il suo lavoro successivo fu ancora una polacca in Si bemolle maggiore. Nel 1821 compose ancora una polacca, in La bemolle maggiore, che dedicò a Żywny e che fu il suo primo manoscritto musicale sopravvissuto.
Nel 1817 il liceo dove il padre di Fryderyk insegnava fu trasferito nel Palazzo Kazimierz (oggi facente parte del rettorato dell'Università di Varsavia); nell'edificio adiacente si trovavano anche gli alloggi per i professori e le loro famiglie. L'appartamento assegnato a Nicolas (che ancora sopravvive) era molto più grande di quello precedente per cui il professore pensò di adibirlo in parte a pensionato per giovani studenti di famiglie agiate; con alcuni di questi Fryderyk si legò di amicizia duratura. Durante questo periodo, il giovane Chopin fu a volte invitato al Palazzo del Belweder come compagno di giochi per il figlio del viceré russo del Regno della Polonia, il granduca Konstantin; in queste circostanze suonò il pianoforte e compose una marcia militare per il granduca. Julian Niemcewicz, nella sua drammatica egloga, Nasze Przebiegi (I nostri discorsi, 1818), attestò al piccolo Chopin una certa popolarità.

### Istruzione

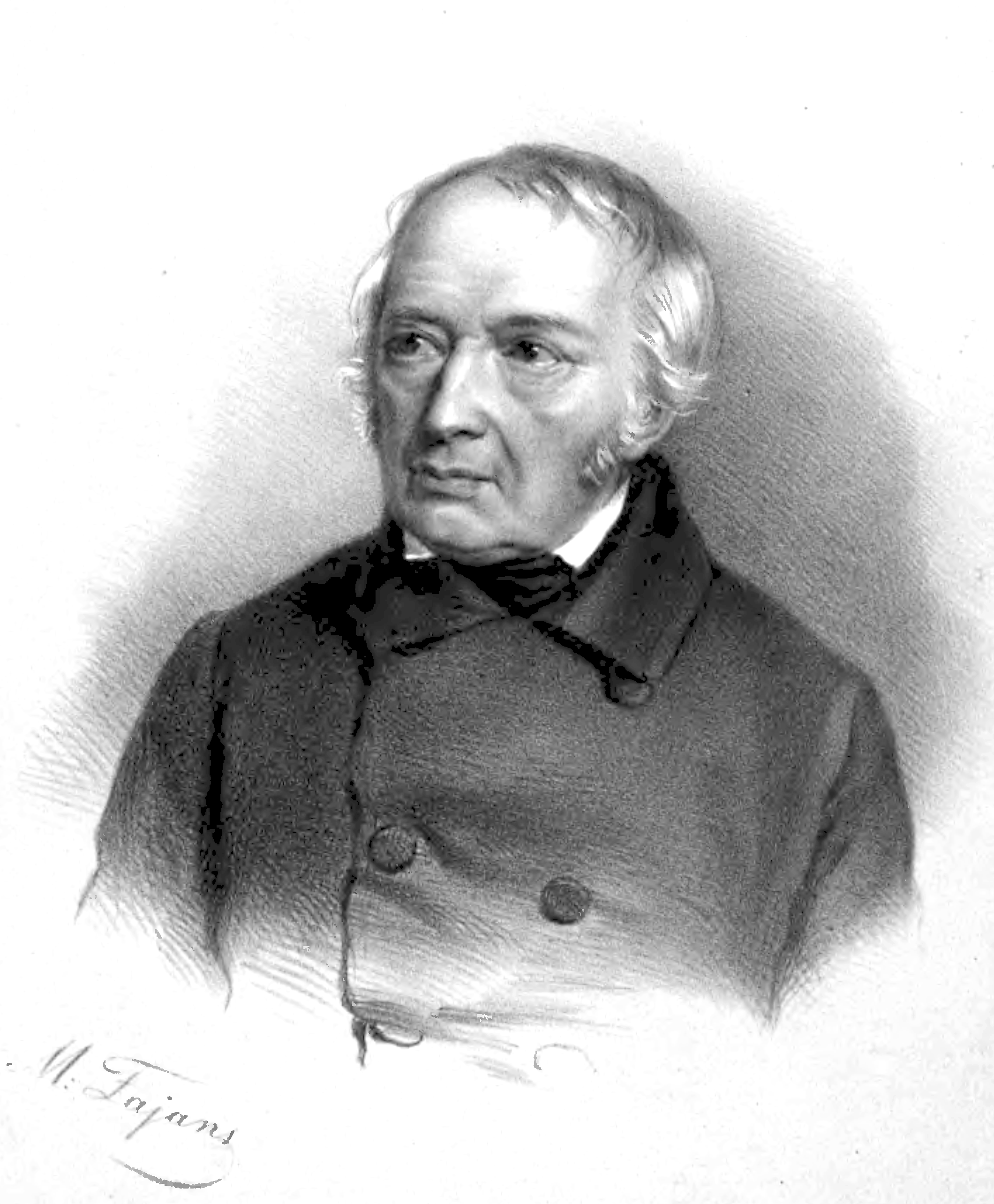
Józef Elsner dopo il 1853

Le lezioni di Żywny durarono cinque anni dopo di che il violinista dovette dichiarare a Nicolas Chopin di non aver più nulla da insegnare a suo figlio. La scelta per un nuovo insegnante cadde su un compositore della Slesia, Józef Elsner, personalità musicale di spicco. Dal 1822 Fryderyk studiò armonia e composizione con Elsner, ma per il pianoforte fu autodidatta. Tra il 1823 e il 1826 Chopin frequentò il Liceo di Varsavia, dove ricevette lezioni di organo dal musicista ceco Wilhelm Würfel durante il primo anno. Presso il Conservatorio di Varsavia, fondato da Elsner, studiò la teoria musicale e il basso continuo. In questo periodo studiò anche assiduamente Il clavicembalo ben temperato di Bach. Elsner ebbe a dargli questo giudizio (1829): "Frédéric Chopin, allievo di terzo anno. Capacità incredibili, un genio della musica"..
Gli anni degli studi furono caratterizzati anche dall'interesse del giovane Chopin per la musica popolare; compose tra l'altro alcune Mazurche per pianoforte e il Rondò in Do minore. Durante tutto questo periodo continuò a comporre e ad esibirsi nei teatri e nei salotti di Varsavia, suonando spesso per beneficenza. Fu ingaggiato da un professore dell'Università di Varsavia, inventore di un organo meccanico, l'eolomelodicon, e su questo strumento, nel maggio 1825, eseguì una sua improvvisazione e parte di un concerto di Ignaz Moscheles. A seguito del successo di questo concerto gli arrivò un invito per una simile esibizione davanti allo Zar Alessandro I, in visita a Varsavia; lo zar lo premiò con un anello di diamanti. In un successivo concerto, tenutosi il 10 giugno 1825, Chopin eseguì il suo Rondò n. 1 in Do minore. Questa fu una delle sue prime opere commercialmente pubblicata e gli valse la prima menzione nella stampa estera, quando il prestigioso periodico tedesco Allgemeine musikalische Zeitung elogiò il suo "patrimonio di idee musicali".
Tra il 1824 e il 1828, Chopin trascorse le sue vacanze lontano da Varsavia. Nel 1824 e 1825, a Szafarnia fu ospite di Dominik Dziewanowski, il padre di un suo compagno di scuola. La vita di campagna giovò alla salute delicata del giovane Chopin e gli permise di venire a contatto con la musica popolare polacca di una tradizione contadina ancora incontaminata; gli echi di questi canti e della loro sottile malinconia si troveranno poi nelle composizioni future del musicista. Nelle sue lettere scritte da Szafarnia a casa (a cui diede il titolo di Il Corriere di Szafarnia), scrisse in un polacco molto moderno e vivace, divertendo la sua famiglia con la parodia dei giornali di Varsavia e dimostrando le doti letterarie del ragazzo.
Nell'estate del 1826 Nicolas, preoccupato per la salute precaria di Emilia e la gracilità di Fryderyk, decise di mandare la famiglia a Reinertz in Slesia per una cura termale. Durante il mese di soggiorno il giovane musicista tenne diversi concerti in sostegno di una famiglia del luogo in gravi ristrettezze economiche; suonò probabilmente anche il suo Rondò in Do maggiore considerandola come la sua prima opera degna di poter essere presentata in pubblico

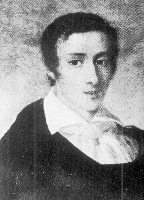
Ambroży Mieroszewski. Ritratto di Chopin a 19 anni

Nel 1826, avendo terminato il corso di studi al liceo, il giovane Fryderyk ebbe il permesso dal padre per potersi dedicare unicamente alla musica. Nel 1827, subito dopo la morte della più giovane sorella Emilia di soli quindici anni, la famiglia, affranta dal dolore, preferì trasferirsi dal palazzo dell'Università di Varsavia, adiacente al Palazzo Kazimierz, a un alloggio situato sulla strada dell'università, in cui Chopin visse fino alla sua partenza, che sarebbe avvenuta tre anni dopo. Nel 1829 l'artista Ambroży Mieroszewski eseguì una serie di ritratti dei membri della famiglia Chopin, tra cui il primo ritratto noto del compositore.
Quattro convittori ospitati negli appartamenti dei suoi genitori, divennero intimi di Fryderyk: Tytus Woyciechowski, Jan Nepomuceno Białobłocki, Jan Matuszyński e Julian Fontana; gli ultimi due sarebbero diventati parte della sua compagnia parigina. Il giovane compositore aveva relazioni amichevoli con i membri del mondo artistico e intellettuale di Varsavia, tra cui Fontana, Józef Bohdan Zaleski e Stefan Witwicki. In questo periodo fu attratto dalla studentessa di canto Konstancja Gladkowska, allieva di Carlo Soliva al Conservatorio di Varsavia. Nella corrispondenza a Woyciechowski, indicò che alcune sue opere furono influenzate dal fascino della ragazza; nelle sue lettere del 3 ottobre e 14 novembre 1829 egli rivelò che il movimento lento (Larghetto) del suo Concerto per pianoforte in Fa minore era segretamente dedicato a lei. Chopin non si dichiarò alla giovane o forse non riuscì a farlo; quando partì per Vienna nel 1830 ebbe da lei in dono un nastro, continuò a pensare a lei, mandandole un biglietto tramite l'amico Matuszyński e scrivendone spesso nelle sue lettere agli amici.

### Viaggi e successo nazionale

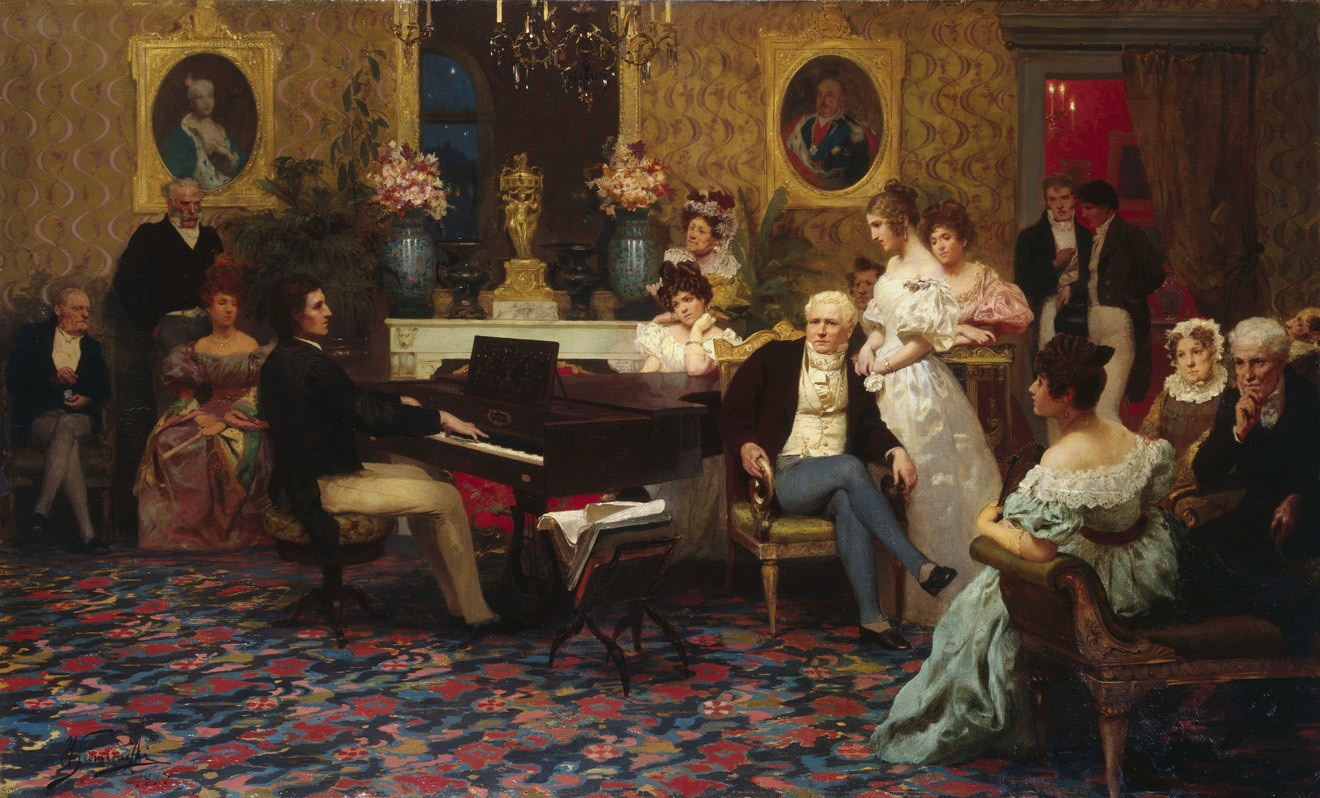
Chopin suona per i Radziwiłł nel 1829 (dipinto di Henryk Siemiradzki, 1887)

Dal 1827 al 1829 Chopin studiò nella scuola superiore di musica, nel dipartimento di arti e scienze dell'Università di Varsavia. Dopo neanche un anno di studio compose il Notturno in Mi minore, il primo lavoro di questo genere. Ebbe modo di ascoltare Niccolò Paganini suonare il violino e compose una serie di variazioni, i Souvenir de Paganini. Potrebbe essere stata questa esperienza a incoraggiarlo a iniziare i suoi primi Études, (1829-32), in cui esplorò le potenzialità del proprio strumento. In questo periodo conobbe anche la musica di Joseph Christoph Kessler, che aveva composto i suoi 24 Études, Op. 20, uno per ogni tonalità e che lo ispirò per i propri Études. Inoltre frequentò il Teatro Nazionale per assistere alle opere presentate da Karol Kurpiński, tra le quali Don Giovanni di Mozart e Il barbiere di Siviglia di Rossini; di quest'autore, prima di emigrare in Francia, conobbe tredici opere. Talvolta Chopin accompagnava al pianoforte i cantanti. In questo periodo scrisse le Variazioni per pianoforte e orchestra in Si bemolle maggiore, basate su un'aria del Don Giovanni, e i rondeaux virtuosistici, basati sulle musiche popolari.
Nel settembre 1828 Chopin, ancora studente, visitò Berlino con un amico di famiglia, lo zoologo Feliks Jarocki, godendo delle opere dirette da Gaspare Spontini e frequentando i concerti di Carl Friedrich Zelter, Felix Mendelssohn, di cui divenne buon amico, e altre celebrità del tempo. Nel 1829, di ritorno da Berlino, fu ospite del principe Antoni Radziwiłł, il governatore del Granducato di Posen, egli stesso un compositore compiuto e aspirante violoncellista. Per il principe e per sua figlia, la pianista Wanda, Chopin compose l'Introduzione e polacca brillante per violoncello e pianoforte op. 3.
Tornato quell'anno a Varsavia, l'11 agosto, tre settimane dopo aver completato i suoi studi presso il Conservatorio di Varsavia, fece il suo debutto a Vienna, dove diede due concerti per pianoforte, ricevendo molte recensioni favorevoli. In uno di questi concerti debuttarono le sue Variazioni per pianoforte e orchestra su "Là ci darem la mano" op. 2 (su un'aria dell'opera Don Giovanni di Mozart, che furono entusiasticamente recensite da Schumann sulla Neue Zeitschrift für Musik) per pianoforte e orchestra. Fece ritorno a Varsavia nel settembre 1829, dove debuttò con il suo Concerto per pianoforte n. 2 in Fa minore op. 21, il 17 marzo 1830.
I successi di Chopin come compositore ed esecutore gli aprirono la porta verso l'Europa occidentale e il 2 novembre 1830 partì, secondo le parole di Zdzisław Jachimecki, "nel vasto mondo, senza un scopo molto ben definito, per sempre". Con Woyciechowski, si diresse verso l'Austria, con l'intenzione di recarsi in Italia; arrivò a Salisburgo e poi a Monaco dove rimase alcune settimane; il suo percorso lo portò quindi a Vienna. In quello stesso mese, a Varsavia, scoppiò la rivolta di Novembre e Woyciechowski ritornò in Polonia per arruolarsi. Chopin si trovò ora solo in una città straniera con la nostalgia per la sua terra; in una lettera a un amico scrisse: "io maledico il momento della mia partenza". Le composizioni di questo periodo sono per lo più drammatiche e liriche, caratteristiche che sostituiscono piano piano la spensieratezza popolaresca e il sentimentalismo dei lavori precedenti. Nel settembre 1831, durante il viaggio da Vienna a Parigi, mentre era a Stoccarda, apprese che la rivolta era stata soffocata nel sangue dallo zar russo Nicola I. Secondo Maurycy Karasowski, l'episodio storico ispirò Chopin a scrivere lo Studio op. 10 n. 12, quell'Allegro con fuoco a cui poi fu attribuito il titolo La caduta di Varsavia.

### Gli anni della maturità artistica. Parigi

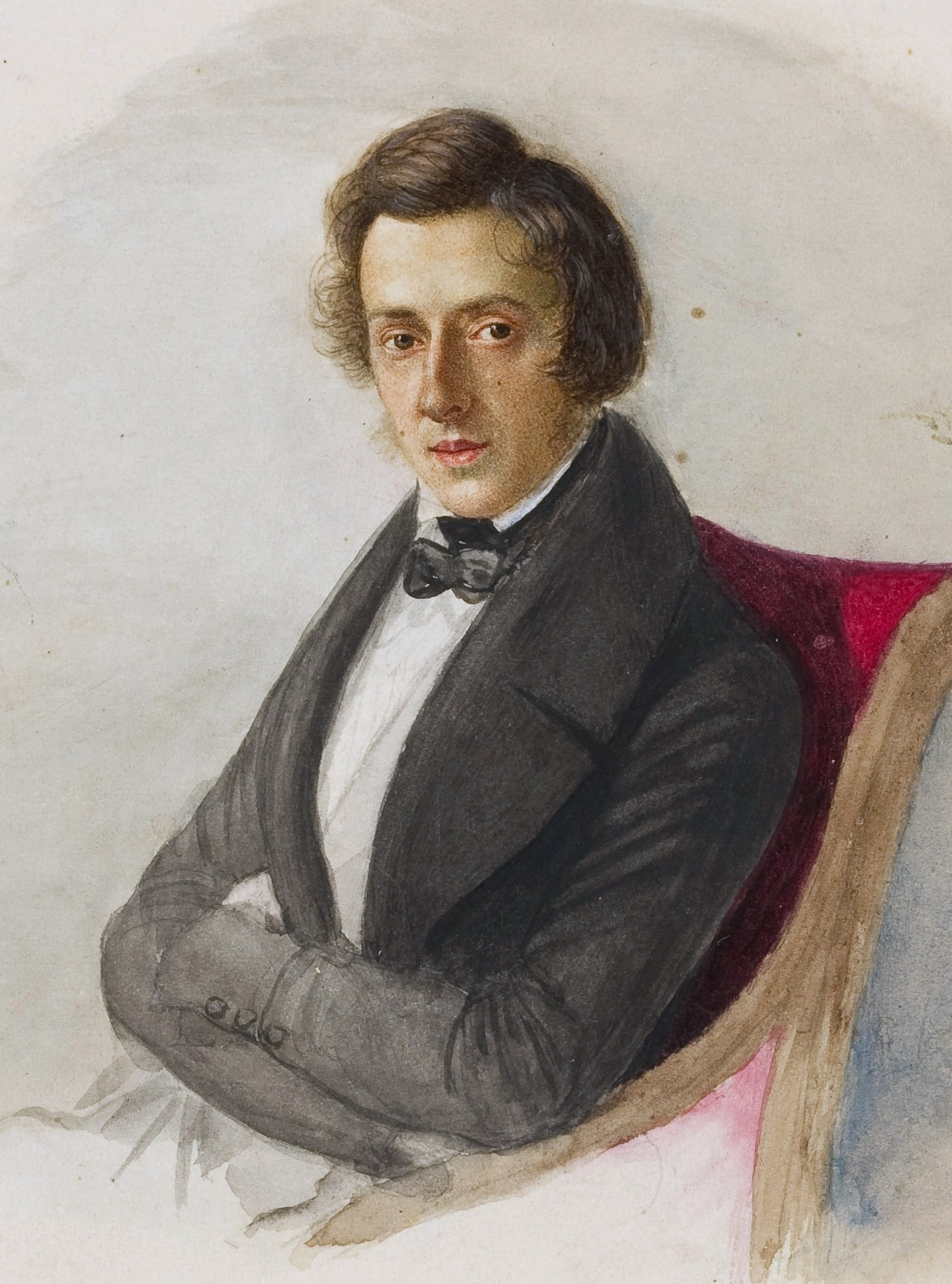
Ritratto di Fryderyk Chopin, dipinto di Maria Wodzińska del 1835

Nel settembre del 1831, a ventun anni, Chopin giunse a Parigi, dove iniziò una vita da concertista virtuoso, componendo brani (ad esempio alcuni studi dell'op. 10 e 25) che riscossero successo specialmente nei salotti. Tra i più eseguiti soprattutto i Valzer, la Polacca op. 53, lo Studio op. 10 n. 12. Frequentò i teatri d'opera e conobbe vari musicisti (Friedrich Kalkbrenner, Franz Liszt, che diventò poi suo grande amico, Ferdinand Hiller, Vincenzo Bellini, Hector Berlioz). Era invitato prevalentemente a esibirsi nei salotti privati dove si trovava più a suo agio, mentre rari furono i suoi concerti pubblici. Il trasferimento a Parigi fu una scelta molto dura per il giovane compositore che era infatti partito lasciando la famiglia in Polonia. Anche se non poté ritornare mai più nell'amata patria, l'influenza musicale polacca – di derivazione principalmente popolare – non lo abbandonò, ma giocò un ruolo fondamentale nelle sue composizioni (come nelle polacche o nelle mazurche). D'altra parte invece, l'apprensione di Chopin per i cari e per la patria (sotto attacco dei Russi) era motivo di grande preoccupazione, tristezza e malinconia, sentimenti che espresse sia nella musica che in alcune lettere scritte agli amici più stretti.
La principale fonte dei suoi guadagni non derivava dalla pubblicazione delle sue opere, pagate quasi sempre "una tantum" e che non prevedevano diritti d'autore (all'epoca non esistenti); furono invece le molte lezioni di pianoforte che impartiva soprattutto a fanciulle e signore della buona società, pagate con cifre elevate, a garantirgli una buona qualità di vita.
Il 1835 fu l'anno dell'ultimo incontro con i suoi genitori, che si recarono a Karlsbad per delle cure termali e in cui Chopin giunse nel mese di agosto. Dopo aver passato un mese sereno con loro, dovette ritornare a Parigi e, durante il viaggio di rientro, passò prima da Dresda dove fu ospite per una settimana dei conti Wodziński che lo riempirono di premure; quindi ebbe modo a Lipsia di incontrare Felix Mendelssohn e di conoscere Robert Schumann e la moglie Clara Wieck. Nello stesso anno nacque l'idillio fra il compositore e la contessa Maria Wodzińska; il fidanzamento inizialmente fu approvato dalla madre della ragazza, in attesa del consenso paterno, ma in seguito la famiglia di lei, che in un primo momento si era dimostrata a favore del matrimonio, si rivelò poi contraria senza addurre un motivo preciso, provocando un grande dolore al musicista che si sentì anche offeso, nell'amor proprio, da una famiglia amica. Fu questo rifiuto forse a pregiudicare la già cagionevole salute di Chopin: di aspetto emaciato, aveva scarsissima resistenza fisica, soffriva di frequenti attacchi di bronchite, laringite e molte volte soffriva di emottisi. Tuttavia, secondo la maggior parte dei biografi, furono i problemi economici a gravare in maniera particolare sulle sue condizioni; Chopin guadagnava molto denaro con le sue lezioni, ma altrettanto ne spendeva per assicurarsi una vita agiata.

### L'incontro con George Sand

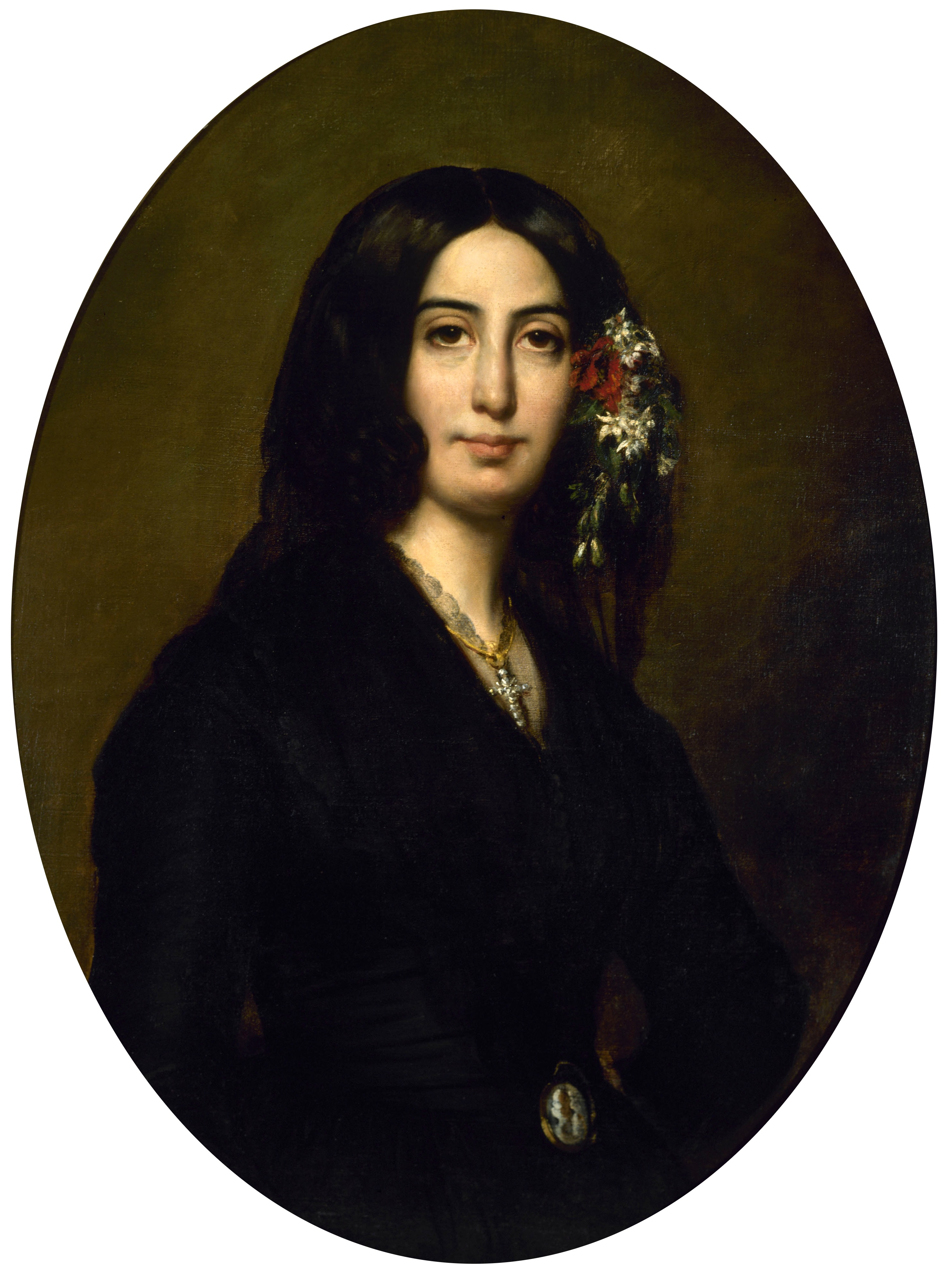
George Sand ritratta da Auguste Charpentier

Chopin incontrò per la prima volta George Sand il 13 dicembre 1836 a una serata musicale organizzata nella casa del compositore in rue de la Chaussée d'Antin, grazie alla mediazione di Franz Liszt; la scrittrice, più grande di lui di sei anni, non risultò simpatica a Chopin a questo primo incontro, soprattutto per via della sua fama di donna chiacchierata e spregiudicata. George, che era stata in precedenza amante di Alfred de Musset e del geloso Félicien Mallefille, istitutore del figlio Maurice, cercò in ogni modo di avvicinarsi ancora al musicista e nella primavera del 1838 si fece invitare a delle serate musicali quando Chopin suonava. Il compositore, ancora depresso per la fine della storia con Maria Wodzińska, si lasciò infine coinvolgere e si gettò nelle braccia dell'"amore compiuto" (parole di George Sand). La loro relazione iniziò nel giugno del 1838 come testimoniano numerosi biglietti del musicista all'amico Wojciech Grzymała.
Chopin, persona riservata e, da buon polacco, legato ai principi religiosi, cercò in ogni modo di mantenere la relazione il più nascosta possibile, anche per non addolorare la famiglia che non avrebbe approvato. Quando nel mese di ottobre il compositore, George e i due figli di lei, Maurice e Solange, decisero di partire per Palma di Maiorca lo fecero separatamente, ritrovandosi solo a Perpignan per ripartire insieme alla volta di Barcellona da dove raggiunsero poi la certosa di Valldemossa, nel nord-ovest dell'isola; qui trascorsero l'inverno in tre stanze con giardinetto. Maiorca all'epoca era un'isola selvaggia, defilata rispetto al resto del paese; mentre in Spagna continuava la guerra civile era un'oasi di tranquillità. Il clima, inizialmente buono, peggiorò dopo poco tempo con piogge incessanti e la malattia di Chopin si aggravò notevolmente. Tornati a Marsiglia nel febbraio del 1839, vi rimasero per tre mesi, per ripartire in giugno per Nohant. La loro convivenza si stabilì con la presenza costante dei due figli di George sia nella dimora estiva che a Parigi. Nella capitale non vissero mai nello stesso appartamento, ma sempre in due contigui e durante l'estate a Nohant risiedevano con la presenza di alcuni ospiti, tra cui spesso Delacroix e Pauline Viardot con il marito. Chopin però non si trovava a suo agio con gli altri amici frequentati dalla Sand in quel periodo, quasi tutti repubblicani e socialisti, e la sua salute delicata lo rendeva instabile e apparentemente capriccioso. Si è detto che il protagonista del romanzo pubblicato dalla Sand nel 1847 Lucrezia Floriani, il principe Karol, "esclusivo nei suoi sentimenti e nelle sue esigenze", celasse la figura del musicista, ma la scrittrice smentì la circostanza.

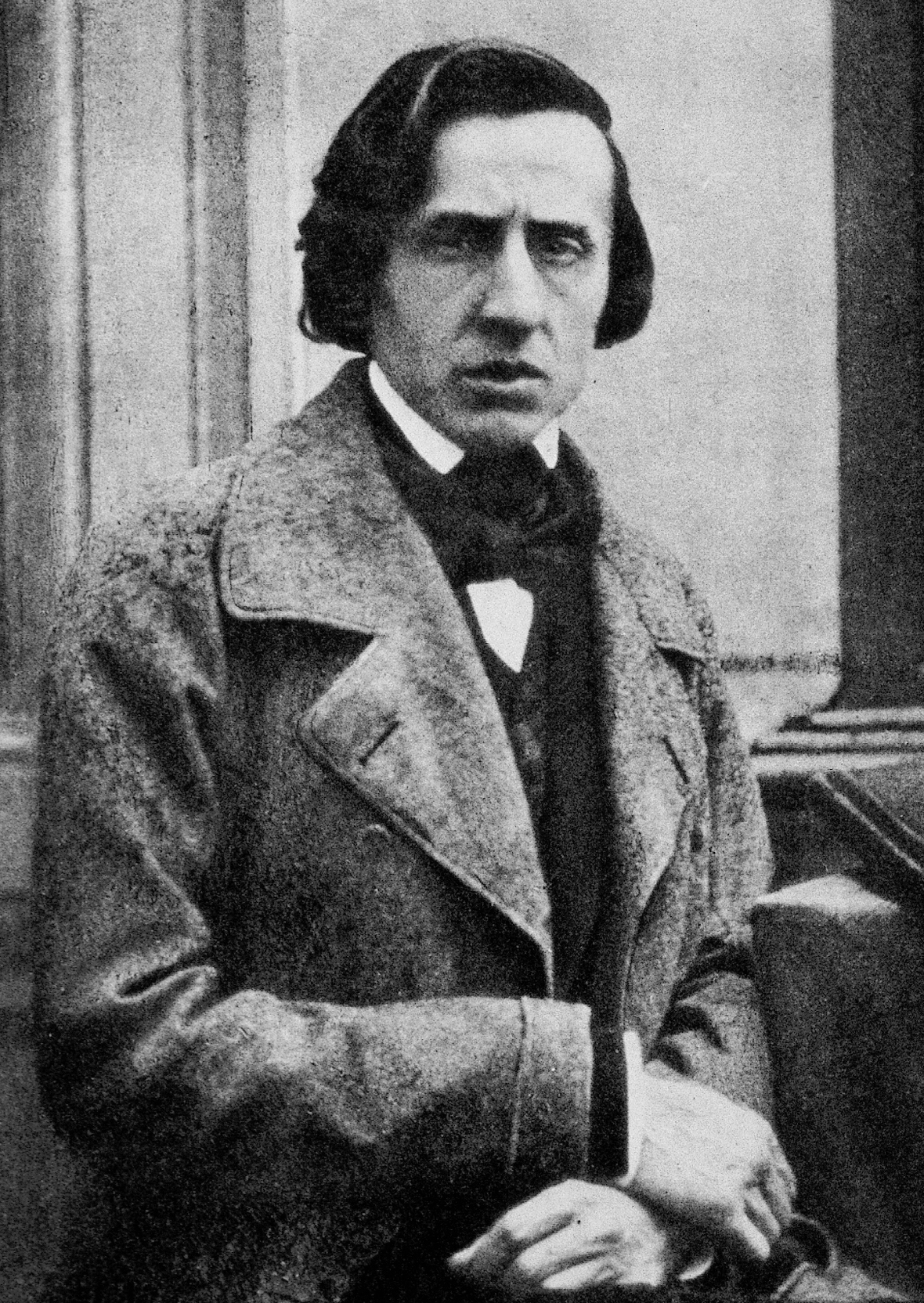
Chopin fotografato nel 1849 pochi mesi prima della morte. Sono evidenti i segni della malattia

I segni della malattia diventarono intanto sempre più evidenti: a trent'anni pesava meno di 45 chilogrammi per una statura di circa 170 centimetri. Le difficoltà respiratorie erano peggiorate, acuite anche da una breve influenza che lo colpì nell'autunno del 1843 appena tornato a Parigi dal soggiorno estivo a Nohant. Quando ebbe la notizia della morte del padre, nel maggio del 1844, le condizioni di Chopin si aggravarono; cadde in uno stato di profondo abbattimento colpito nell'animo dal grande dolore della perdita subita; si rifiutò per parecchio tempo di parlare con amici e conoscenti, anche col medico di fiducia, il dottor Molin. Liszt tentò di spronarlo scrivendogli diverse lettere, riallacciando i rapporti che si erano in po' incrinati.
Alla fine di maggio 1844 il musicista partì come ogni anno per Nohant con George Sand. Per risollevarne il morale la scrittrice si occupò di organizzare diverse escursioni nei dintorni, procurandosi un calesse trainato da un cavallo per il compagno che camminava a fatica; Chopin riprese poco per volta le forze, rianimato anche nello spirito da una lettera affettuosa del cognato e quindi dall'arrivo dell'amata sorella Ludwika. Il musicista si recò a Parigi a metà luglio per accogliere la sorella e il marito; si preoccupò di far loro visitare la città, cercando di rendere il soggiorno piacevole, ma nel farlo si stancò oltre ai limiti. Quando a fine agosto Ludwika partì per rientrare in Polonia, il fratello si ritrovò triste, esausto e senza più denaro avendo speso moltissimo per il soggiorno dei parenti. Ottenne un prestito dall'amico Franchomme e, poiché aveva composto poco durante quel periodo, non ebbe nulla da incassare dagli editori.
Nella primavera del 1847 la salute di Chopin andò sempre peggiorando. Non si recò più a Nohant, ma, nonostante le precarie condizioni, lavorò molto riuscendo a dare fino a sette lezioni ogni giorno; suonò con gli amici e con Delphina Potocka; scrisse ancora un Canto polacco, Melodia. Il rapporto con George Sand era ormai incrinato, trascorsi insieme circa nove anni, l'incompatibilità dei due amanti emerse inequivocabilmente quando fu evidente la difficoltà del musicista di convivere con Maurice; la causa era la gelosia del giovane che, ritenendosi il capofamiglia, vedeva Chopin come un estraneo che gli impediva un buon rapporto con la madre. Fryderyk inoltre prese posizione sul matrimonio di Solange, la figlia di George, con lo scultore Jean-Baptiste Clésinger, ritenendolo un errore considerando l'uomo una persona violenta e infida. Chopin provava una grande simpatia e affetto per Solange soprattutto a causa delle sue sofferenze, dal momento che la ragazza non era mai stata amata dalla madre ed era sempre stata considerata inferiore al fratello. La scrittrice, da tempo desiderosa di riavere la propria libertà e abbandonare un compagno tutto sommato "mal scelto", approfittò della situazione, lo accusò di esserle nemico e lo lasciò. La rottura definitiva avvenne nel luglio del 1847. Chopin e la scrittrice si rividero per l'ultima volta nel marzo del 1848 sul pianerottolo dell'abitazione di un'amica comune, la contessa Charlotte Marliani, salutandosi con freddezza. Il periodo precedente alla rottura con George lasciò un'impronta importante sulla creatività e sulla vita sociale di Chopin.

### Ultimo periodo della vita
Dopo la fine della relazione con George Sand e l'aggravarsi della malattia, Chopin cadde in una depressione che probabilmente accelerò la sua morte. Dopo aver lasciato Nohant compose sempre meno, al 1848 risalgono soltanto una Mazurca in Sol minore, un Valzer e una canzone, Melodya. L'ultima sua opera è una mazurca in Fa minore, terminata nell'agosto del 1849, tracciata con mano malferma e quasi illeggibile.

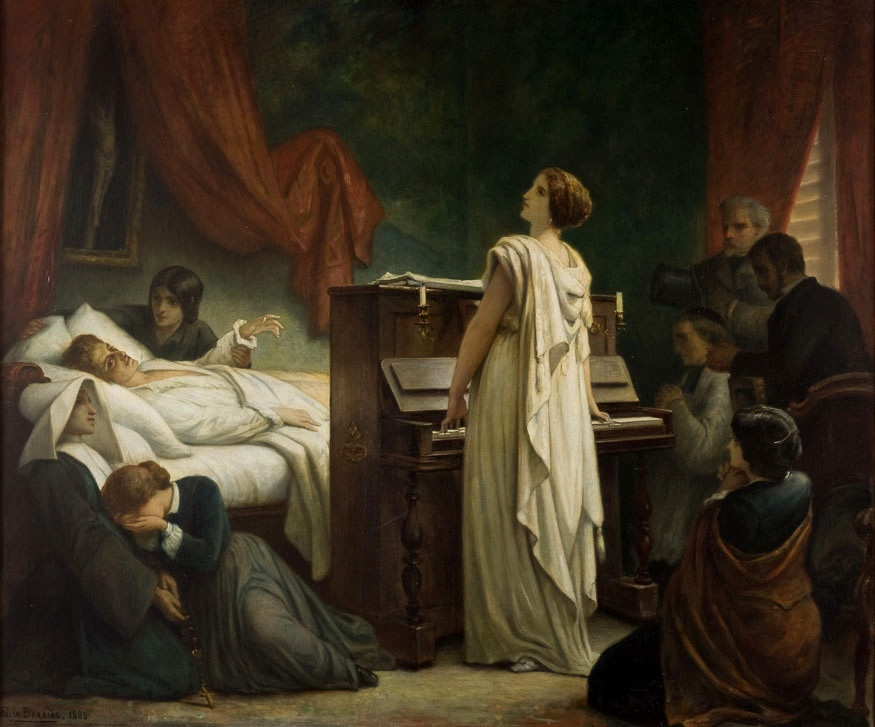
Rappresentazione della morte di Chopin. Dipinto di Félix-Joseph Barrias (1885)

Durante l'ultimo periodo della sua vita, Chopin fu assistito da una sua allieva scozzese, Jane Stirling, che, insieme alla sorella Mrs. Erskine, convinse Chopin a compiere un viaggio in Inghilterra e in Scozia. Su consiglio dei suoi amici si decise a dare un ultimo concerto prima di partire; il 16 febbraio 1848, alla Salle Pleyel, si tenne quella che fu l'ultima esibizione pubblica del compositore a Parigi. Chopin che nei suoi concerti aveva sempre e solo suonato sue composizioni, volle interpretare, con gli amici Franchomme e Alard, il Trio in Sol maggiore K 564 di Mozart. Arrivò a Londra il 20 aprile successivo; soggiornò in un'abitazione di Dover Street dove aveva a disposizione i suoi pianoforti preferiti: un Pleyel, un Érard e un Broadwood. Le sorelle Stirling avevano organizzato tutto alla perfezione, lo accompagnarono a teatro e a concerti; incontrò molti ammiratori e personalità, suonò in diversi salotti e nell'abitazione della duchessa di Southerland incontrò la regina e il principe Alberto. Il cambiamento inizialmente sembrò giovare alla sua salute, tuttavia ben presto la fatica di una vita mondana movimentata in cui vollero trascinarlo le due scozzesi e il rigido clima inglese, peggiorarono notevolmente la salute del compositore.

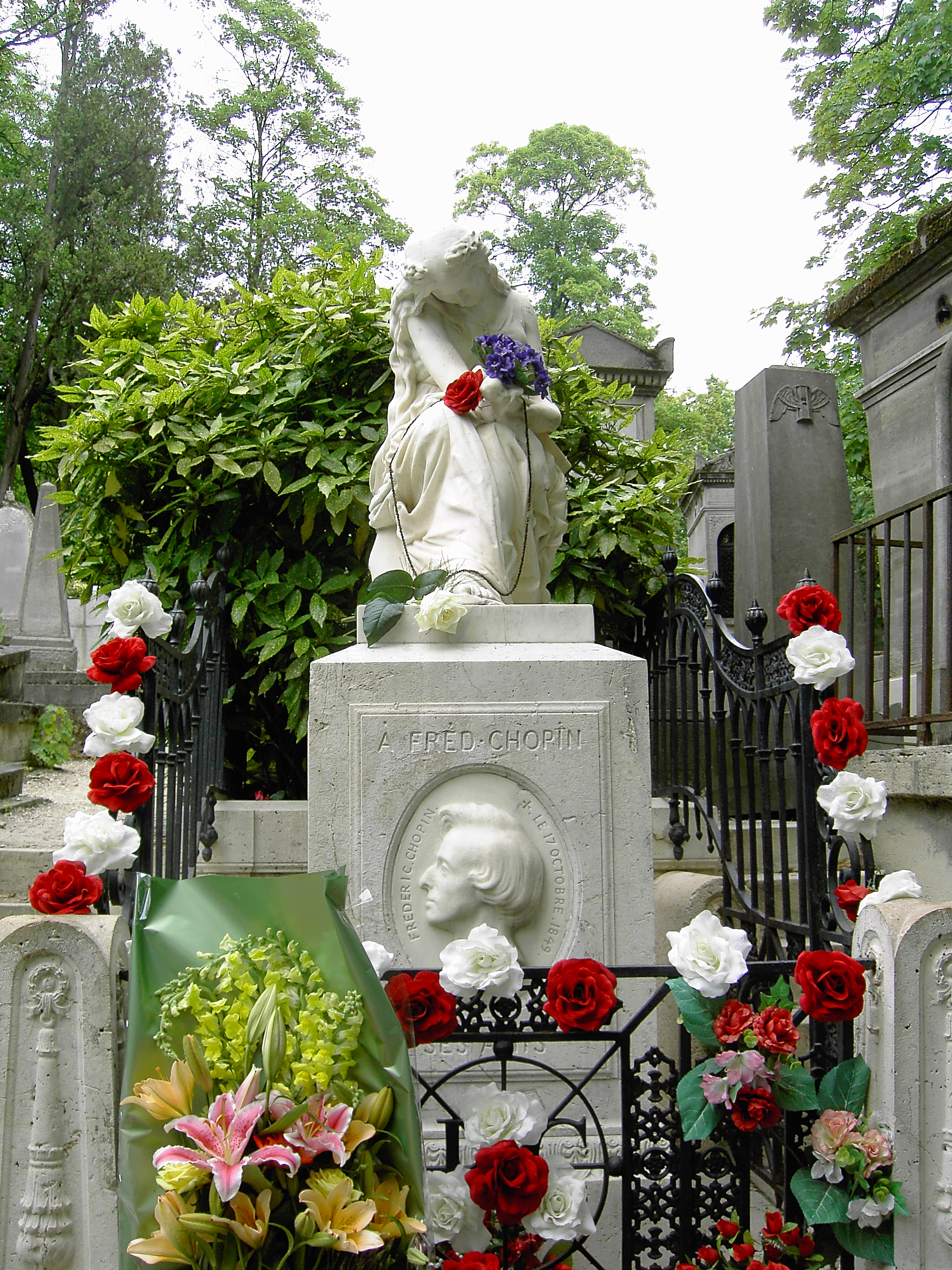
La tomba di Chopin al cimitero di Père-Lachaise di Parigi

Dopo i sette mesi passati in Inghilterra e in Scozia, il 24 novembre 1848 rientrò a Parigi; era completamente senza forze per le fatiche che aveva dovuto sopportare. La sua salute si aggravò improvvisamente e non riuscì più a dare lezioni né a ricevere conoscenti. Si ritrovò in gravi ristrettezze economiche avendo ormai speso tutto quello che aveva guadagnato in Inghilterra e non riuscendo più a lavorare. Per aiutarlo gli furono però vicini gli amici, da Eugène Delacroix a Franchomme a Pauline Viardot. L'estate seguente, non potendo più lasciare Parigi per recarsi in campagna, si trasferì in un luminoso appartamento sulla collina di Chaillot da cui poteva vedere alberi e giardini. Nel mese di agosto lo raggiunse la sorella Ludwika con la figlia e il marito. Nella seconda metà del mese di settembre gli amici lo convinsero a trasferirsi al n. 12 di Place Vendôme in un grande appartamento ben esposto e molto comodo. Qui, il 17 ottobre del 1849, alle 2 del mattino, venne dichiarato morto. Al suo fianco, negli ultimi momenti di vita, gli intimi, tra cui la sua sorella più amata, Ludwika, Delacroix, Delfina Potocka alla quale aveva dedicato uno dei suoi valzer più famosi. Venne prelevato il suo cuore che, racchiuso in un'urna d'argento, fu in seguito portato a Varsavia e posto nella Chiesa di Santa Croce.
Poiché Chopin aveva espressamente richiesto che si eseguisse il Requiem di Mozart al suo funerale, occorsero 13 giorni per ottenere l'autorizzazione per far cantare delle donne durante la celebrazione. Il funerale si svolse perciò soltanto il 30 ottobre nella Chiesa della Madeleine alla presenza di una grande folla, degli allievi e di molte personalità del mondo artistico e musicale tra cui Franz Liszt, Meyerbeer e Berlioz, mancava soltanto George Sand. L'orchestra del Conservatorio eseguì il Requiem di Mozart; i cantanti, tra cui Pauline Viardot, M.me Castellan e Alexis Dupont, erano nascosti da un drappo nero dietro l'altare e l'organista Lefébure-Wély eseguì due preludi, op. 28 n. 4 e n. 6, durante l'Offertorio. La bara, sostenuta dal principe Czartoryski, da Auguste Franchomme, Delacroix e Gutmann, fu trasportata in mezzo alla folla al suono della celebre Marcia Funebre orchestrata da Reber e il compositore venne seppellito a Parigi nel cimitero di Père-Lachaise. Sulla tomba venne sparsa la terra polacca che era stata mandata in una coppa dalla famiglia su suggerimento della Stirling.

### Vita privata
Durante la breve vita del musicista, tre furono le figure femminili che fecero parte della sua sfera affettiva. Nell'aprile del 1830 Chopin conobbe, a un saggio di allievi del Conservatorio, una giovane cantante, Konstancja Gładkowska; la bellezza della ragazza faceva dimenticare al compositore l'intonazione non proprio perfetta nei suoi acuti ed egli volle accompagnarla al pianoforte, cercando di aiutarla nel canto e dimostrandosi ammiratore sollecito e presente; non ebbe però mai il coraggio di farle una dichiarazione ufficiale. A Konstancja però interessavano più gli applausi del pubblico che il giovane musicista e ben presto lo dimenticò. Chopin, che le aveva dedicato il Valzer op. 70 n. 3, e che era stato ispirato da lei per scrivere il Larghetto del suo Concerto in Fa minore, come confidò all'amico Tytus, deluso dal suo comportamento, dedicò il Concerto a Delphina Potocka. Ancora nel 1832, però, Chopin scrisse di Konstancja nel suo diario: "La sua immagine è continuamente davanti ai miei occhi... a volte penso di non amarla più, eppure non riesco a togliermela dalla testa."
In gioventù Chopin aveva frequentato la casa dei conti Wodziński diventando amico dei figli, in particolare di Maria, di otto anni più piccola. Ritrovò la giovane a Dresda nel 1835; Maria, non particolarmente bella, ma dotata di un fascino particolare, fece innamorare il musicista. Prima di rientrare a Parigi, Chopin si dichiarò e le dedicò un Valzer, Maria gli regalò una rosa; del fidanzamento fu messa a conoscenza solo la madre della ragazza che era favorevole all'unione, in attesa del consenso paterno. La fitta corrispondenza fra Chopin, la madre della giovane e Maria stessa durò per un po' di tempo, poi andò pian piano esaurendosi, senza che nessuno confermasse la fine del rapporto. Probabilmente i Wodziński pensarono che le precarie condizioni di salute del musicista non fossero una prospettiva ideale per Maria, ma molto più probabilmente pensarono che, avendo finalmente risolti i problemi economici che li affliggevano, non ci fosse più bisogno di un genero celebre che poteva sì portare molte entrate, ma che non era nobile. Per distrarsi il compositore accolse l'invito dell'amico Camille Pleyel per un viaggio in Inghilterra; al suo ritorno a Parigi raccolse tutta la corrispondenza con Maria in un pacchetto a cui unì la rosa che lei gli aveva regalato, legò tutto con un nastro e vi scrisse sopra Moja bieda (La mia sventura).
Quando nel 1836 Chopin incontrò George Sand per la prima volta ne ebbe un'impressione totalmente negativa. Non sopportava il suo atteggiamento provocatorio, l'abbigliamento maschile, il voler fumare il sigaro. I due erano in tutto diversi; tanto Chopin era riservato, pudico, raffinato, tanto lei ostentava le sue idee avanzate e parlava delle sue avventure ritenute all'epoca scandalose. Tuttavia il carattere intrigante, l'intelligenza e le capacità di attenzioni materne della scrittrice riuscirono a scalfire la diffidenza iniziale del musicista; ancora affranto per la fine della storia con Maria Wodzińska, Chopin si lasciò poco a poco coinvolgere e la loro relazione durò quasi dieci anni.
Nonostante tutto, però, "la vita sessuale di Chopin non ha mai mancato di risvegliare la curiosità degli amanti della musica e di generare discussioni tra gli esperti", menzionando tra l'altro quello che poteva essere stato "uno stretto rapporto con Tytus Woyciechowski", il suo compagno di scuola più anziano. La musicologa Erinn Knyt scrive: "Nel diciannovesimo secolo Chopin e la sua musica erano comunemente visti come effeminati, androgini, infantili, malati e etnicamente diversi", visto che ai tempi di Chopin "gli ascoltatori del genere del notturno per pianoforte spesso esprimevano le loro reazioni in immagini femminili", e cita molti esempi di tali reazioni ai Notturni di Chopin. Una ragione di ciò potrebbe essere "demografica": c'erano più pianiste che pianisti, e suonare pezzi così "romantici" era visto dai critici maschi come un passatempo domestico femminile. Tale generalizzazione non era comunemente applicata ad altre forme pianistiche di maggior struttura come lo scherzo o la polonaise. Essere associati al femminile voleva anche dire essere spesso "svalorizzato", e tali associazioni della musica di Chopin con il "femminile" non iniziarono a cambiare fino al ventesimo secolo, quando pianisti come Artur Rubinstein iniziarono a suonare queste opere in un modo meno sentimentale, lontano dallo "stile da salotto", e quando cominciarono ad affermarsi analisi musicali di carattere più rigoroso (come quella di Heinrich Schenker).
Tali atteggiamenti possono anche aver influenzato l'opinione sulla sessualità del compositore; il dibattito su questo argomento iniziò a diffondersi verso la fine del XX secolo. La ricerca in quest'area ha anche considerato le opinioni sugli altri contatti affettivi di Chopin. Il musicista si era innamorato di Maria Wodzińska e la rottura del fidanzamento lo addolorò profondamente. La relazione di Chopin con George Sand era certamente fisica nelle sue prime fasi. Sand affermò (ma in modo non del tutto affidabile) che cessò di esserlo dopo il giugno 1839 fino alla fine della loro relazione nel 1847. Kallberg riconosce infine "l'impossibilità di 'scoprire' la verità" di ciò che questo può sottintendere.
Anche se alcune lettere del 1829-30 a Tytus contengono brevi espressioni di affetto che sono state interpretate da alcuni, tra cui il giornalista Weber, come omoerotiche, il biografo di Chopin Zamoyski scrive per chiarire che tali espressioni «erano, e in una certa misura lo sono ancora, modi di dire comuni in polacco e non hanno implicazioni maggiori delle lettere che si chiudono oggi con le parole "con affetto"».

## Il linguaggio chopiniano

### Le origini
Lo stile e il linguaggio di Chopin sono considerati da pressoché tutti gli esecutori e gli estimatori come unico e individuale. Sebbene questa affermazione sia vera, non è al tempo stesso corretta. Anche Chopin, come altri compositori, ha vissuto e studiato in un ambiente musicale di cui non poteva non subire un'influenza. Il linguaggio di un musicista non nasce spontaneamente, è la conseguenza di un nuovo modo di vedere e di utilizzare ciò che ha imparato, studiato e assimilato. Il linguaggio di Chopin deve molto a musicisti sia della sua epoca sia a grandi compositori antecedenti.
Bach ebbe un notevole ascendente sul compositore polacco fin da quando era ancora bambino e il suo maestro Wojciech Żywny glielo fece conoscere e amare. A Bach Chopin deve soprattutto la ricerca dell'equilibrio, della forma impeccabile, della proporzione delle parti oltre a una notevole disciplina dell'atto compositivo che lo portò a seguire sempre con estrema cura ogni aspetto e particolare della composizione. L'idea stessa dei 24 Preludi deriva dalla conoscenza dell'opera bachiana. Chopin amava così tanto questo musicista che prima di ogni concerto non suonava le proprie composizioni, ma solo musica di Bach.
Mozart però fu per Chopin il modello inarrivabile, il vero ideale nella musica. Ne ammirava soprattutto l'eleganza, la ricercatezza, la misura ma anche l'arditezza in certe sue composizioni. Nei suoi concerti il musicista non suonava mai opere di altri autori, solo il 16 febbraio 1848, ultimo concerto parigino, eseguì il Trio in Sol maggiore K 564 con Franchomme e Alard, quasi un commiato rendendo omaggio al suo compositore preferito.
Di Beethoven ammirava certamente la grandezza, ma era un musicista troppo distante dalla sua sensibilità artistica, la sua autorevolezza lo sgomentava; inoltre del compositore tedesco a Varsavia, quando Chopin era giovane, se ne sapeva ancora poco e non ne fu certamente influenzato; non lo fu nemmeno più tardi e anche l'opinione di chi ha voluto vedere nelle ultime opere delle derivazioni dalla sonata Hammerklavier e dalla Sonata op.111 non è attendibile. Anche Schubert era poco conosciuto, ma Chopin aveva apprezzato diversi suoi Lieder cantati nei salotti parigini da lui frequentati; al musicista viennese si devono comunque i modelli per gli Improvvisi e anche la struttura tripartita di molti suoi Valzer.
I musicisti a cui Chopin deve di più sono però i preromantici da cui derivano la sua tendenza a una sensibilità malinconica e l'atteggiamento inquieto e nostalgico; da loro ha tratto anche una nuova concezione della modulazione con possibilità di ampliamento che giungeva a diverse tonalità da quelle di impianto e una nuova attenzione al timbro del pianoforte che lo portò a utilizzare ampie zone della tastiera. Da Weber deriva la propensione per il virtuosismo che in Chopin non fu mai fine a se stesso e che raggiunse invece alti momenti di espressività. Importantissimo fu l'incontro con Paganini che gli aprì le porte a un virtuosismo personalissimo e integrato nel tessuto musicale; la sua influenza sulla creazione degli Studi è evidentissima. Da Spohr trasse un nuovo utilizzo delle modulazioni fino alla sovrapposizione di tonalità differenti come nella Polacca op. 40 n. 2. Hummel «si può considerare l'anello di congiunzione fra Mozart e Chopin» da lui derivò il virtuosismo di alto livello unito alla liricità della melodia, piena di grazia e dolcezza. L'influsso su Chopin di maggiore notorietà lo ebbe John Field, ritenuto il padre del Notturno. Chopin si ispirò certamente al suo modello, ma tra i suoi Notturni e quelli del musicista irlandese c'è un abisso. I pezzi di Field sono piacevoli, pervasi da armonie e sospiri che fluttuano e si dissolvono malinconicamente. I Notturni chopiniani sono pura poesia, a volte pervasa da intenso sentimento drammatico. Se i primi Notturni (op. 9 n. 1 e 2) sono ancora costruiti su ispirazione del modello fieldiano, già nel terzo la distanza è significativa, e in seguito diventano raffinatissimi, dall'armonia modulata e inserita in una costruzione tripartita perfetta.
Il carattere unico del linguaggio chopiniano non esisterebbe però se non vi fosse stata in lui la fusione di quanto appreso e assimilato con il suo essere "polacco". Come scrisse Von Lenz: «Chopin incarnava la Polonia. Metteva in musica la Polonia». Tutta la sua formazione musicale giovanile è stata filtrata da quanto aveva appreso e conosciuto a Varsavia, dalle opere di tradizione nazionale o popolare, e in campagna, dove passava le estati e dove conobbe la vera musica popolare attraverso le feste, i canti contadini, le strane melodie dei violini improvvisate dai suonatori nei villaggi. Diventò il vero cantore dell'autentica anima polacca; fu infatti il maggiore autore di Mazurche, di danze popolari come il Kujawiak, e di Polacche.

### Chopin compositore. L'individualità
Anche se la sua musica è comunque sempre in debito con il passato pur assumendo una caratteristica unica, è nello stile e nella sua abilità esecutiva che l'individualità di Chopin è assoluta. Si allontanò subito dalle forme desuete dello stile convenzionale e al tempo stesso rimase sempre lontano dalle prime esuberanze, "fuori dalle righe", della musica romantica. Egli seppe filtrare i sentimenti, le passioni, gli stati d'animo attraverso le proporzioni e la simmetria classiche. Il suo animo era inconsapevolmente romantico, il suo spirito si rifaceva ai classici e la sua genialità lo avvicinava già all'impressionismo.
«Chopin, come esecutore e compositore, è un artista a sé, non ha un punto in comune con un altro musicista di mia conoscenza. Purtroppo non c'è che Chopin stesso che possa suonare la sua musica e darle quell'andamento originale, quell'imprevisto che è uno dei suoi fascini principali; la sua esecuzione è venata di mille sfumature di movimento di cui egli solo ha il segreto» così Berlioz rimarcava la personalità unica di musicista del suo contemporaneo. Schumann, suo grande estimatore, sottolineava anche che «Chopin è riconoscibile fin nelle sue pause e nei suoi silenzi».
Chopin fu l'anima, la personificazione del pianoforte; scrisse non molte opere e quasi esclusivamente per questo strumento. Questa perfetta simbiosi fra il musicista e il pianoforte ha fatto sì che egli ne esaltasse al massimo le possibilità timbriche. Una grande peculiarità delle esecuzioni chopiniane era la sua capacità di far "cantare" il suono del pianoforte e di farlo anche respirare con delle sospensioni brevissime e fuggevoli; l'ascendenza di questa particolarità era da ricercarsi nello stile del belcanto italiano, più volte posto come esempio da Chopin ai propri allievi. Il segreto per suonare in tal modo era il tocco; con un'infinita possibilità di sfumature espressive ottenute da infinite possibilità di usare i tasti, Chopin era in grado di dare al suo suono emotività, liricità, passionalità. L'uso sapiente dei pedali favoriva queste caratteristiche uniche di sonorità; Chopin riusciva anche a raggiungere particolari e originali velature con l'accoppiamento dei pedali.
Il processo compositivo di Chopin nasceva quasi sempre da un'improvvisazione e avveniva solo quando era in animo di farlo. Dopo l'impulso dettato dall'emozione, ciò che aveva ideato era passato al vaglio, limato, rifinito, eliminando ogni eventuale eccesso o imperfezione. «Si rinchiudeva in camera per giorni interi [...] modificando cento volte una misura, scrivendola e cancellandola altrettante volte, ricominciando il giorno dopo con un'ostinazione scrupolosa e disperata. Passava sei settimane su una pagina per poi tornare a scriverla tal quale l'aveva tracciata d'impulso».

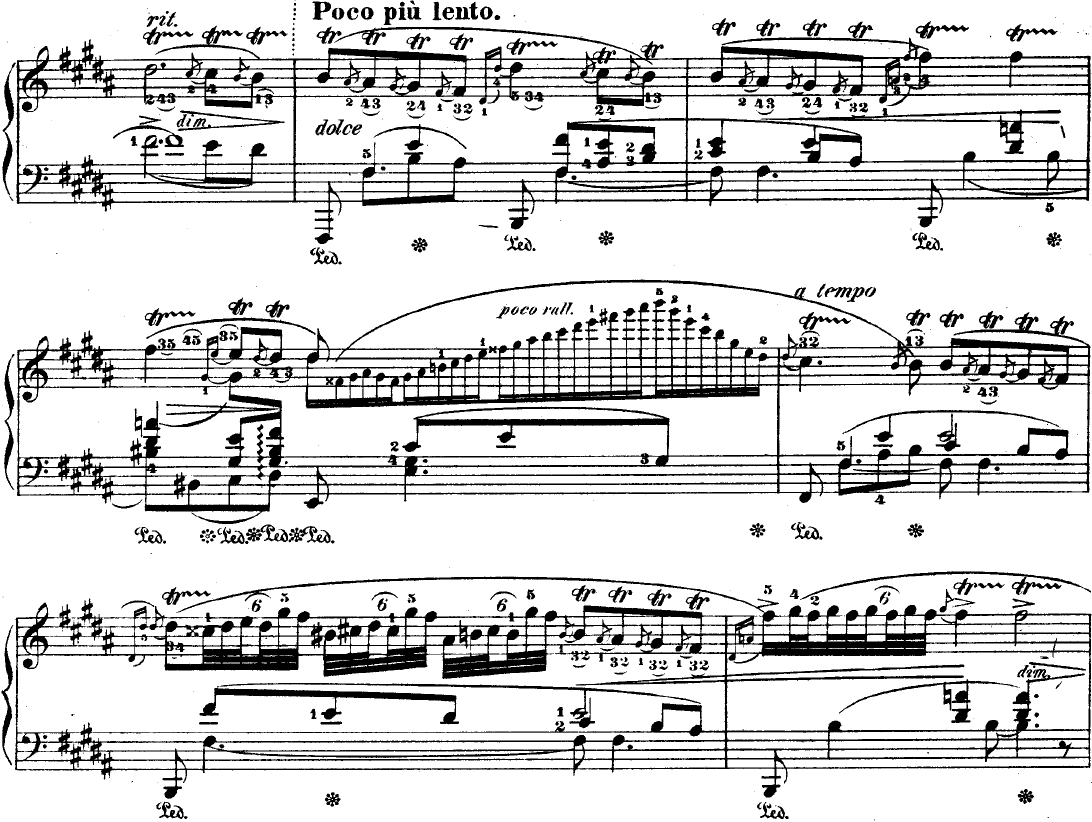
Abbellimenti nel Notturno op. 62 n. 1

Chi ascolta le composizioni di Chopin è colpito in primo luogo dalla melodia. Anche se legata particolarmente a quella del belcanto italiano, in lui la melodia è strettamente pianistica e anche le ornamentazioni sono sempre da considerarsi su un fondamento strumentale. Alla base vi è sempre un moto emozionale che porta la linea melodica a ondeggiare, ma al tempo stesso a non cambiare; non esiste uno sviluppo in senso classico, ma solo delle mutazioni con delle varianti o cambiamenti di espressione. La caratteristica più particolare, e impegnativa per i pianisti, nella melodia chopiniana è l'ornamentazione che non è mai finalizzata al virtuosismo, ma nasce sempre da un'intensa disposizione emotiva. Chopin utilizzò in larga misura tutti gli abbellimenti usati tradizionalmente, dal trillo, al mordente, al gruppetto, alle acciaccature, ma nella sua musica assumono caratteristiche personalissime. Non usò molto l'arpeggio, soprattutto quello eseguito a due mani. Oltre alle ornamentazioni tradizionali, le composizioni di Chopin sono arricchite da un'infinità di abbellimenti diversi, da notine, da colorature e vari portamenti che per avere un'esecuzione corretta è necessario un interprete di talento.
L'armonia in Chopin assume l'aspetto particolare di "colorito armonico" in quanto per lui gli accordi hanno una funzione espressiva; le note assumono valore più per la loro particolare espressione che per la relazione con le altre. Diversi musicisti della sua epoca, in primo luogo Liszt, cercarono di imitare questo particolare tipo di scrittura e su questa strada il romanticismo, ampliando le possibilità, porterà alla musica impressionistica. Chopin aprì anche la strada a nuovi rapporti fra le modulazioni, introducendo inaspettati passaggi in tonalità lontane da quelle d'impianto.
Una delle caratteristiche principali che individuano subito lo stile in Chopin è il suo rubato, il modo, di grande efficacia artistica, di cambiare il ritmo della frase musicale sottraendo una parte di valore a una nota per poi unirlo alla successiva, senza creare sbilanciamenti nella battuta. Anche il rubato chopiniano ha origini dalla vocalità italiana, ma nella sua musica è diventato personalissimo e di grande effetto. Liszt così lo descrisse: «Guardate questi alberi, il vento scherza con le foglie, desta la vita in esse, ma l'albero resta lo stesso: questo è il rubato chopiniano»

## Composizioni
Chopin ha composto quasi esclusivamente per pianoforte solo, ma il catalogo delle sue opere comprende anche alcune composizioni per pianoforte e orchestra quali i due concerti, le Variazioni su "La ci darem la mano", la Fantasia su arie polacche, il Krakowiak. Gran Rondò da concerto e l'Andante spianato e Grande Polacca brillante. Scrisse inoltre 19 romanze per voce e pianoforte, cinque composizioni di musica da camera per pianoforte e violoncello; pianoforte, violoncello e violino; pianoforte e flauto (quest'ultima di incerta attribuzione). Le composizioni per pianoforte solo a noi pervenute includono:
- 59 mazurche;
- 27 studi;
- 26 preludi;
- 20 notturni. (Il Lento con gran espressione pubblicato come "Notturno" nel 1875 non è il realtà un Notturno);
- 19 valzer;
- 16 polonaise;
- 5 serie di variazioni;
- 4 ballate;
- 4 scherzi;
- 4 improvvisi;
- 3 sonate;
- 5 Rondò
- pezzi vari tra cui: Allegro de concert op. 46, Boléro op. 19, Barcarola op. 60, Berceuse op. 57, Fantasia op. 49, Tarantella op. 43, tre Scozzesi e altri.[90]

Questo catalogo (incompleto) rivela chiaramente come Chopin si sia cimentato in composizioni quasi sempre pianistiche ma di vario tipo, risolvendo brillantemente le problematiche connesse con le forme musicali utilizzate; egli non si preoccupò di rifarsi a consolidate forme classiche, anche in quelle più tradizionale da lui affrontate, quali le Sonate e i Concerti, i contenuti tendono sempre a venir prima delle strutture: le sue sono composizioni dal respiro ampio e libero. Già dalle opere giovanili rivelò una grande e indiscussa originalità; i primi lavori si rifanno a modelli quali Hummel, Field e anche Moscheles. La sua vena creativa più grande si trova nelle forme brevi, ben costruite ma estremamente libere, quali i preludi, i notturni, i valzer. Composizioni di più ampio respiro, in cui portò innovazioni e originalità, furono gli improvvisi, gli scherzi e soprattutto le ballate di cui reinventò il genere.
Un ruolo particolare nella produzione chopiniana è rivestito dai pezzi legati all'amata Polonia. Tra questi si trovano le mazurche, le polacche, il Krakowiak. Gran Rondò da concerto e la Fantasia su arie polacche (questi ultimi due per pianoforte ed orchestra). È evidente in queste composizioni l'interesse per il materiale popolare, ma questi aspetti non sono mai trattati semplicemente, bensì superati nell'elaborazione di un'armonia e di un linguaggio fortemente innovativo.
- Le Mazurche anche se sembrano essere piccole e intime rievocazioni del folclore musicale polacco, pervase da ricordi di canti ascoltati quando l'autore era fanciullo nelle campagne della sua terra,[93] rivelano tuttavia una profonda espressione artistica e una grande raffinatezza nelle risoluzioni armoniche. Esse, scritte dal musicista per tutto il corso della sua vita (la sua ultima composizione nel 1849 fu una mazurca in Fa minore) sono state definite il suo "Journal intime".
- Le Polacche e in particolare quella in Fa diesis minore op. 44, quella in La bemolle maggiore op. 53 (Eroica), la Polacca-Fantasia in La bem. magg. op. 61 o la Grande Fantasia su arie polacche sono l'ambito ideale dove il compositore poté con più personalità riprendere idee o ricordi della lontana patria. In questo gruppo spicca la Grande fantasia op. 13, dove il pianoforte rielabora con estrema personalità i temi originali polacchi suonati dall'orchestra. Le polacche composte nella maturità sono opere di grande invenzione per il nuovo carattere che il musicista conferisce ai suoi brani che assumono l'aspetto di veri poemi epici rievocatori di glorie e vicende militari della tanto amata patria.[94]
- I 24 studi per pianoforte op. 10 e op. 25, più i tre scritti per il Grande metodo di Moscheles e Fétis, rappresentano un caposaldo della musica in quanto Chopin trasforma lo studio, da genere essenzialmente didattico a vera e propria composizione artistica. Inizialmente Chopin li scrisse per sé stesso, per compensare una formazione pianistica per certi versi non sufficientemente compiuta; in seguito l'incontro con Paganini gli fece scoprire nei Capricci l'esempio a cui ispirarsi.[95] Ogni studio è espressamente dedicato a una particolare tecnica pianistica; agli esecutori è nota la grande difficoltà di questi brani, alcuni sono considerati fra le composizioni più ostiche di tutta la scrittura per pianoforte.[16]  Non solo negli studi, ma anche nelle mazurche, nei preludi e nei notturni, Chopin affronta con efficacia le strutture piccole (non più di 5 o 6 pagine). Queste composizioni sono generalmente costruite su un'idea principale talvolta alternata a una sezione centrale di carattere contrastante, come nello studio op. 25 n. 5.

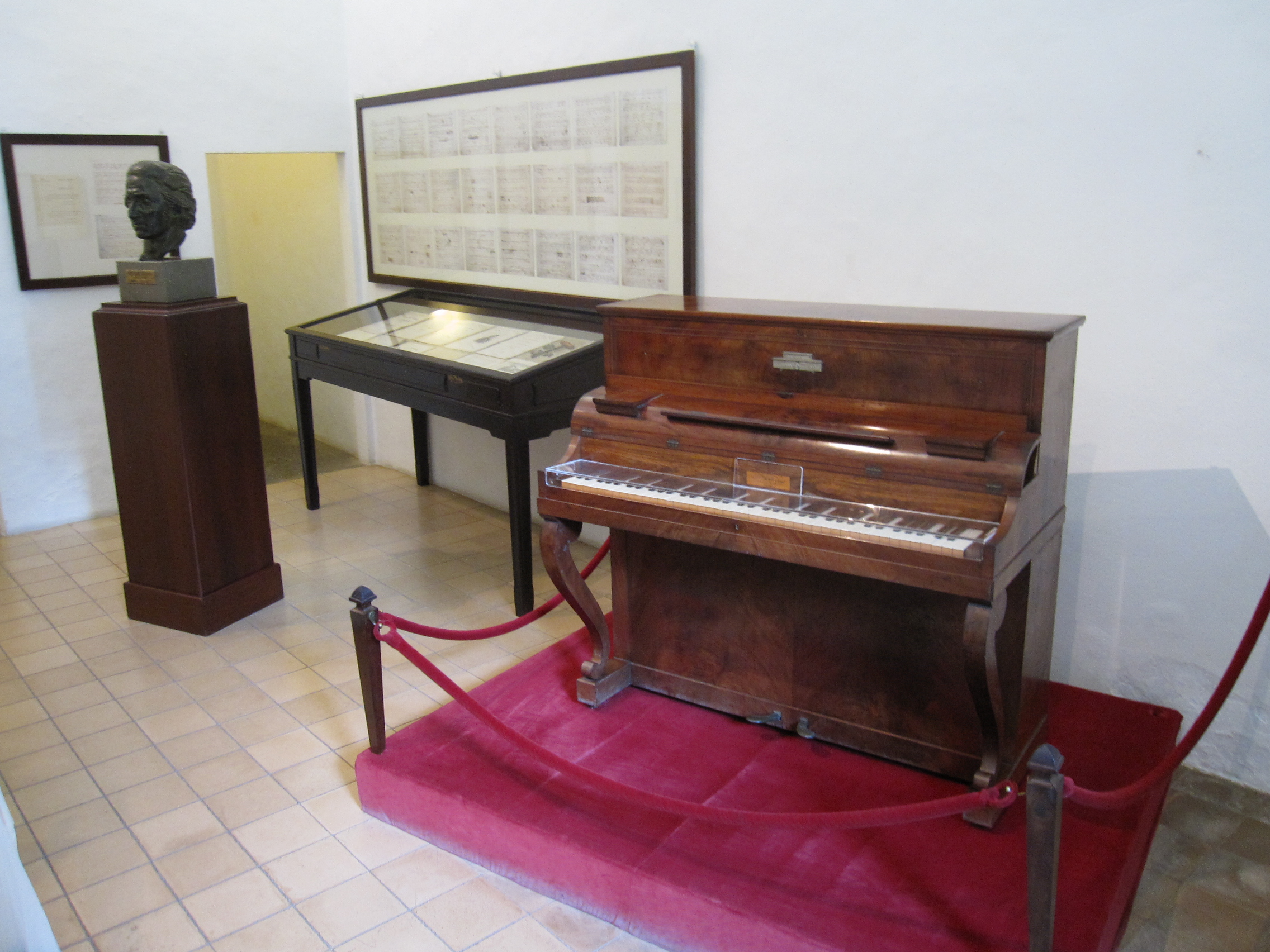
Su questo pianoforte Pleyel, nella Certosa di Valldemossa, Chopin compose quasi tutti i Preludi

- I preludi, ispirati a Il clavicembalo ben temperato poiché strutturati su tutte le tonalità, maggiori e minori, sono composizioni brevi e con esposizioni essenziali, talvolta racchiusi in poche battute come per esempio quello in La maggiore, di sole sedici battute, o quello in Do maggiore. Sono composizioni reinventate da Chopin che sfuggono a ogni forma classificata, momenti di grande ispirazione "che hanno la freschezza di appunti",[93] considerati alla stregua di aforismi musicali per l'efficacia con cui dipingono sensazioni o creano atmosfere.
- I notturni sono considerati tra le composizioni più emblematiche del romanticismo chopiniano, ispirate liberamente a quelli ben più ingenui dell'irlandese John Field, che ne inventò il genere, e caratterizzati da piccoli momenti lirici dalla melodia generalmente cantabile ed espressiva. Sono le composizioni che diedero grande fama a Chopin nell'ambiente culturale di Parigi.[96] Il musicista ne scrisse di vari tipi che si possono dividere in due gruppi comprendenti quelli più semplici e sognanti quali il celebre Notturno op. 9 n. 2 in Mi bemolle maggiore, e altri più vasti di dimensioni con aspetti movimentati e drammatici di cui fanno parte il cupo e intenso op. 48 n. 1 in Do minore e il Notturno in Fa maggiore op. 15 n. 1.[16]  Secondo il pianista Maurizio Pollini, essi sono come un riflesso "compositivo ed esistenziale", una sorta di "diario intimo, che attraversa la sua vita".[97] Il celebre Lento con grande espressione fu un brano scritto per la sorella Ludwika come un Lento, ma mai considerato dall'autore un notturno; il titolo fu dato abusivamente da alcuni editori alla fine dell'ottocento.
- I Valzer sono le opere che, con i Notturni, diedero grande fama al musicista nei salotti parigini, ma mentre i secondi rivelano soprattutto la parte intima del compositore, i valzer si legano di più all'esteriorità, mancando di quella parte intensamente poetica che il compositore aveva raggiunto nei Notturni.[98] Questi brani presentano forme svariate e si lasciano ammirare per la raffinatezza dei temi e la ricercatezza della scrittura. Sappiamo che Chopin li pensò come brani puramente musicali, non perché fossero ballati dai membri di quella buona società parigina della quale faceva parte egli stesso (e che non amava particolarmente), infatti l'unico che ha un vero carattere danzante è il Gran Valzer brillante op. 18. Poiché erano molto richiesti, Chopin, soprattutto all'inizio della sua attività compositiva, scrisse i valzer quasi come fosse un dovere nei confronti di quell'ambiente mondano parigino che lo aveva accolto.[99] Compose valzer per tutta la durata della sua vita, ma ne fece pubblicare solo alcuni: dei 21 valzer, l'autore ne fece stampare personalmente solo otto. Secondo un racconto di Stephen Heller, pare che il valzer preferito da Chopin fosse quello in La minore, op. 34 n. 2.[100] Tra le opere del compositore sono quelle meno complesse da un punto di vista strutturale e dall'armonia piuttosto semplice. Tra i momenti più efficaci dei valzer maggiori vi sono sicuramente le code, in cui Chopin condensa le idee tematiche della composizione.
- Gli improvvisi sono opere più estese e sono a struttura tripartita A-B-A. Generalmente la prima e l'ultima parte sono più veloci e virtuosistiche, con temi a terzine in forma di moto perpetuo, mentre la sezione centrale è più lenta e melodica; sono composizioni raffinate che hanno ben poco, a parte il titolo, dell'improvvisato. Celebre è in particolare il primo scritto da Chopin, l'improvviso in Do diesis minore composto nel 1835 e pubblicato postumo.[101]

Composizioni ancora più elaborate sono gli scherzi e le ballate:
- Gli Scherzi, nonostante le ampie dimensioni, conservano una struttura che ci permette di ricondurli alla costruzione tripartita dello Scherzo beethoveniano, anche se molteplici sono le differenze musicali. Queste composizioni con Chopin diventano opere del tutto autonome, fuori da ogni schema definito; i contenuti sono infatti totalmente diversi da quelli di uno scherzo tradizionale, diventano ricchi di significati drammatici e appassionati.[102]  Lo Scherzo più famoso è il n. 2 in Si bemolle minore e, considerando la varietà di registri stilistici toccati in questa composizione, ci si può rendere conto della sua complessità. Si va dall'incisivo tema iniziale di terzine alla successiva ampia melodia, mentre nella sezione centrale si passa da momenti di recitativo a fioriti arabeschi e a passaggi modulanti d'intonazione drammatica;
- Le quattro ballate per pianoforte sono una novità assoluta nella storia della musica. Esse non hanno infatti niente a che fare con le ballate medievali o con opere composte da altri autori quali Schubert e Schumann; secondo alcuni studiosi furono probabilmente ispirate a quelle letterarie di Mickiewicz, ma in realtà non vi è stato trovato nessun riferimento. Scritte in 6/4 o in 6/8, in esse Chopin crea una forma ampia, adattata alle sue necessità espressive, costruita spesso su contrasti tra il versante sognante e quello drammatico della sua personalità (per esempio la celebre ballata op. 23 in Sol minore). Più di qualche studioso ha tentato di ricostruire gli aspetti di alternanza tematica, scovandovi gli stili della sonata, dello scherzo, del rondeau, ma questi si presentano sempre in indecifrabile mescolanza, supportati da una costante invenzione tematica senza pari nel repertorio chopiniano; notevole è la parte dedicata allo sviluppo che in questi brani diventa liberissimo, svincolato da qualsiasi conseguenza della linea melodica o ritmica del tema da cui prende avvio.[103] Si pensi alla mirabile e particolarmente complessa quarta ballata in Fa minore.

Le sonate e i concerti sono stati considerati per molto tempo dalla critica come pezzi nei quali la libera fantasia musicale di Chopin si adattò con più fatica alla rigida struttura formale imposta dalla convenzione. In particolare le tre sonate non possono in alcun modo essere paragonate a quelle classiche; sono composizioni che si legano a una nuova epoca e a una nuova concezione in cui i contenuti prevalgono sulla struttura. Ai temi nettamente disegnati e alle necessarie successioni delle modulazioni della sonata tradizionale Chopin sostituisce gli slanci lirici, le melodie cantabili oltrepassando qualsiasi costruzione tradizionale. La Sonata n. 2 in Si bemolle minore, la più celebre per il terzo movimento "Marcia Funebre", contiene momenti musicali di grande impatto e di inaspettato e acceso sperimentalismo, come il quarto tempo, privo di melodia, in cui entrambe le mani suonano un vorticoso tema all'unisono in due minuti di incessanti terzine che ne fanno la composizione più audace mai scritta fino ad allora.
Ai Concerti è stata spesso rimproverata la poca consistenza della parte orchestrale; altri critici sottolineano invece che il supporto dell'orchestra è stato scritto così per adattarsi alla sonorità del pianoforte di Chopin, delicata e leggera, e che la semplicità dell'arrangiamento è in deliberato contrasto con la complessità dell'armonia.
Tutte queste composizioni mostrano le due anime di Chopin: quella limpida, sognante, malinconica, cantabile dello Studio op. 10 in Mi maggiore o del Notturno op. 9 in Mi bemolle maggiore e quella più cupa e a tratti disperata di alcune tra le composizioni più enigmatiche, come il finale della quarta ballata, lo Studio op. 25 n. 12 in Do minore o il terzo tempo della Sonata n. 2. Chopin lascia un testamento musicale di grandi proporzioni che mostra un compositore attento a ogni minimo dettaglio, dotato di una creatività esplosiva e insieme di un inesorabile senso degli equilibri formali, oltre che di una espressività musicale che raramente ha trovato pari nella storia della musica.
Ha scritto Franz Liszt: "È impossibile cimentarsi a fare un'analisi intelligente dei lavori di Chopin senza trovarvi bellezze di un ordine molto elevato, di un'espressione perfettamente nuova e di una struttura armonica tanto originale quanto sapiente. In lui l'arditezza si giustifica sempre; la ricchezza, l'esuberanza non esclude la chiarezza; la singolarità non degenera mai in stravaganza barocca; le cesellature non sono mai disordinate e il lusso dell'ornamento non sovraccarica l'eleganza delle linee principali."

## L'amata Polonia

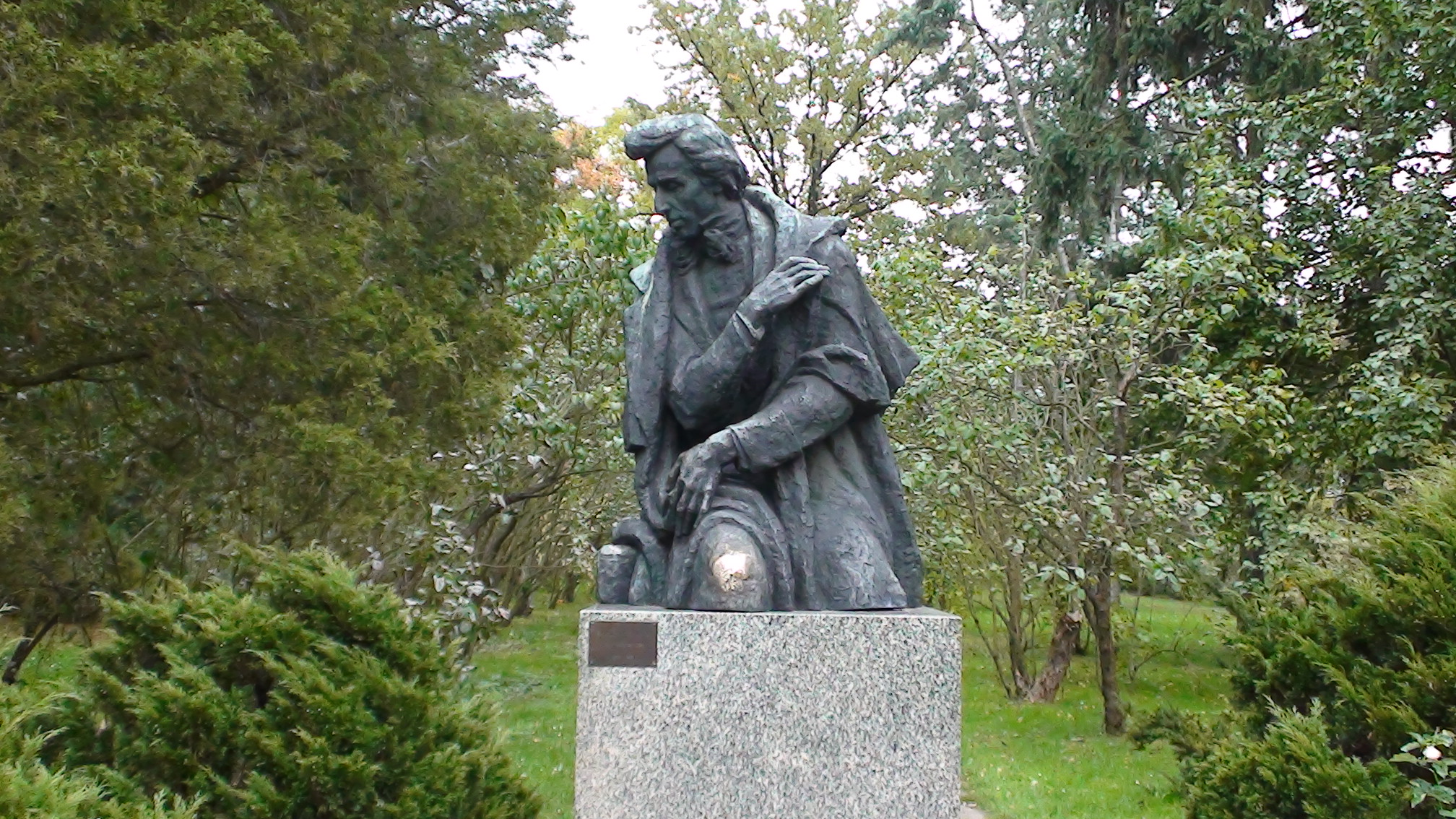
Il monumento a Fryderyk Chopin a Żelazowa Wola (progettato da Józef Gosławski)

Un ruolo particolare nella produzione chopiniana è rivestito dai pezzi legati all'amata Polonia.
Tra questi si trovano le mazurche, le polonaise, il Krakowiak. Gran Rondò da concerto e la Fantasia su arie polacche (questi ultimi due per pianoforte e orchestra).
Se le mazurche sembrano essere piccole e intime rievocazioni del folclore musicale polacco, altre composizioni più strutturate come le polacche op. 44, op. 53, op. 61 o la Fantasia su arie polacche sono l'ambiente ideale dove il compositore può con più personalità rielaborare idee o ricordi della lontana patria, che possono essere ritmi, incisi melodici o altro. In questo gruppo spicca la Fantasia, dove il pianoforte ripropone con estrema personalità i temi originali polacchi suonati dall'orchestra.
A lui sono state dedicate banconote, l'aeroporto di Varsavia-Chopin, monumenti (famosa la statua eretta a Varsavia nel 1926, distrutta dai nazisti durante l'occupazione nella seconda guerra mondiale e successivamente ricostruita), vie e vari premi. Nella capitale Varsavia esiste inoltre un teatro dedicato solo ed esclusivamente alle sue composizioni, in cui tutto l'anno si alternano numerosi esecutori.

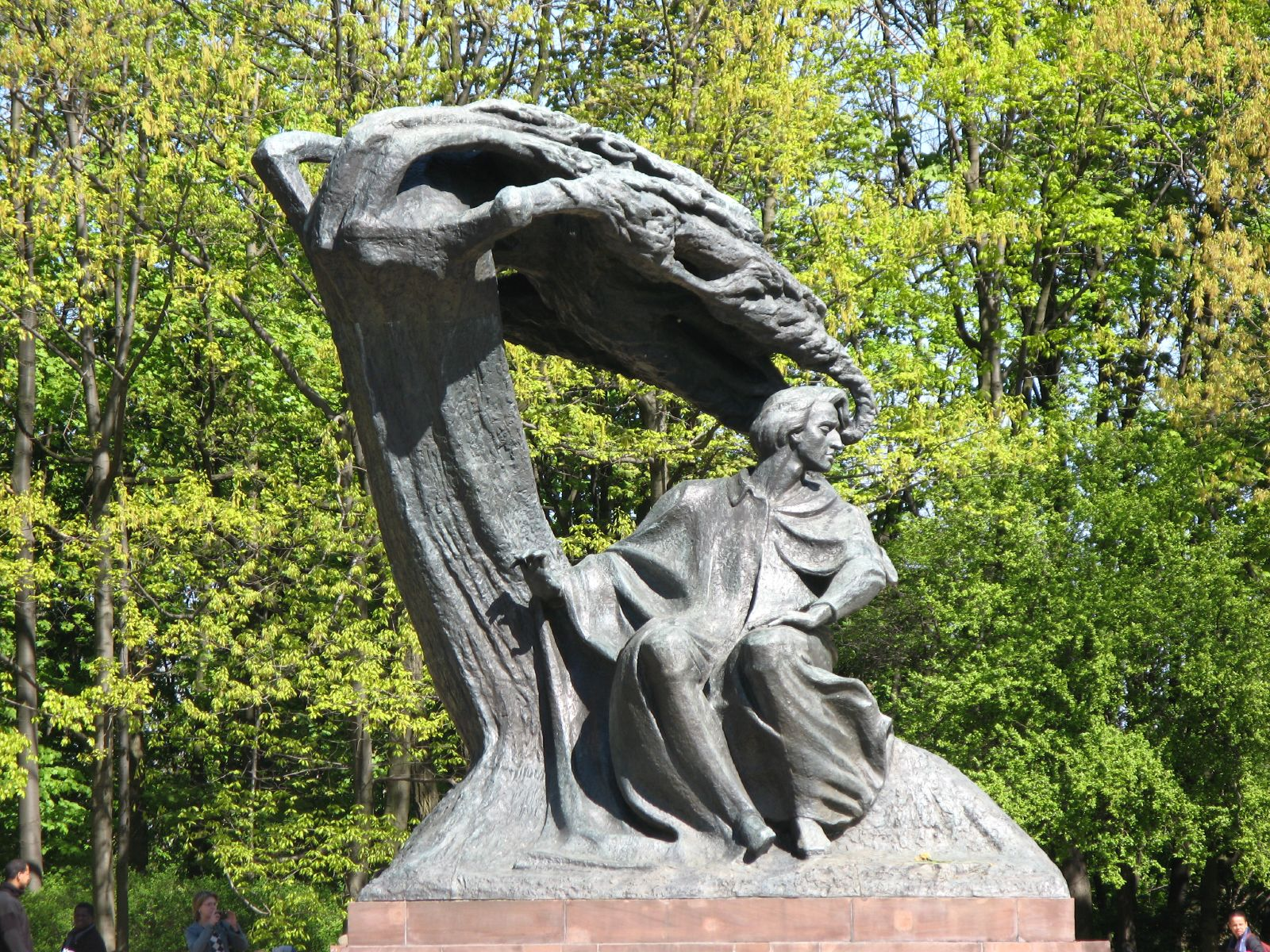
Statua di Chopin realizzata da Waclaw Szymanowski, Parco Łazienki a Varsavia

Dal 1927 viene organizzato in Polonia il concorso pianistico internazionale Frédéric Chopin, tra i più prestigiosi e primo concorso monografico del mondo, fondato da Jerzy Żurawlew e che lanciò, tra gli altri, anche Martha Argerich e Maurizio Pollini.
Tra i più celebri studiosi del musicista polacco figurano Ludwik Bronarski, Janusz Miketta e soprattutto Gastone Belotti.
"In genere era sulla mezzanotte che lui si abbandonava, quando i grandi cravattoni se n'erano andati, quando l'argomento politico del movimento era stato esaurientemente dibattuto, quando tutti i maldicenti avevano dato fondo ai loro aneddoti, tutte le insidie erano state tese, tutte le perfidie consumate, solo allora, obbedendo alla muta richiesta di due occhi intelligenti, diveniva poeta e cantava gli ossianici amori degli eroi dei suoi sogni... i dolori della patria lontana, la sua cara Polonia, sempre pronta a vincere e sempre battuta", dal necrologio scritto da Berlioz il 27 ottobre 1849.

## Strumenti

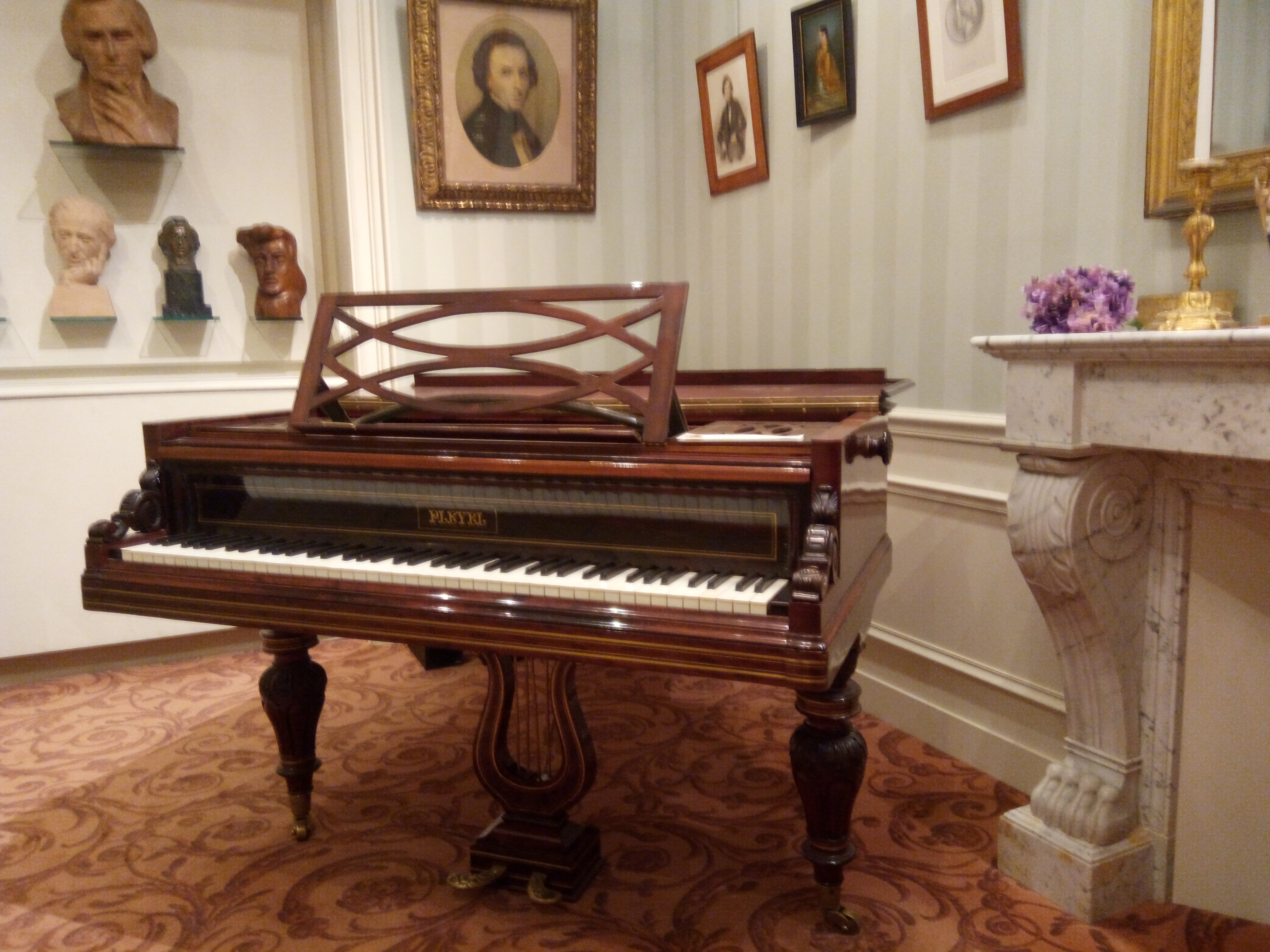
Il pianoforte Pleyel appartenuto a Chopin (Museo Chopin, Parigi, quai d'Orléans

Quando viveva a Varsavia, Chopin componeva e suonava su un pianoforte Buchholtz, regalo dei genitori. Più tardi, quando si trasferì a Parigi, il musicista utilizzò sia un pianoforte Érard sia uno Pleyel. Egli predilesse però sempre quest'ultimo che considerava il "non plus ultra”. Questo pianoforte, dal suono limpido e argentino negli acuti e più velato nelle note centrali, permetteva a Chopin di suonare con grande leggerezza. Quando Liszt conobbe Chopin a Parigi, legandosi a lui di sincera amicizia, descrisse il suono del Pleyel di Chopin come "il matrimonio tra cristallo e acqua". Durante il suo periodo londinese del 1848 Chopin ebbe a disposizione tre pianoforti, che menziona nelle sue lettere: “Ho un grande soggiorno con tre pianoforti, un Pleyel, un Broadwood e un Érard.”
Dopo che uno strumento costruito da Fryderyk Buchholtz fu ritrovato in Ucraina in parziali condizioni di suono, l'Istituto Chopin di Varsavia incaricò il costruttore di pianoforti Paul McNulty, esperto in ricostruzioni di pianoforti d'epoca, di realizzarne una copia. Il 17 marzo 2018 questa copia del pianoforte Buchholtz di Chopin, è stata ascoltata per la prima volta in pubblico al Teatr Wielki - Opera Nazionale Polacca lo stesso giorno in cui a Varsavia nel 1830 Chopin eseguì per la prima volta il suo Concerto per pianoforte e orchestra n. 2; la copia è stata in seguito usata dall'Istituto Chopin di Varsavia per il primo Concorso Internazionale di Chopin su strumenti d'epoca.
Questo strumento, insieme ad altri tra cui un Pleyel, un Érard e un Broadwood, sono stati esposti nel 2018 nelle Sale Redutowe dell'Opera Nazionale Polacca.

### Registrazioni su strumenti d'epoca
- Alexei Lubimov. Chopin, Bach, Mozart, Beethoven. At Chopin’s Home Piano. Fortepiano 1843 Pleyel
- Krzysztof Książek. Fryderyk Chopin, Karol Kurpiński. Piano Concerto No.2 f-moll (solo version), Mazurkas, Ballade; Fugue & Coda B-dur.  Fortepiano Buchholtz (Paul McNulty)
- Viviana Sofronitsky, Sergei Istomin. Fryderyk Chopin. Complete works for cello and piano. Fortepiani 1830 Pleyel, 1819 Graf (Paul McNulty)
- Dina Yoffe. Fryderyk Chopin. Piano Concertos No. 1 & 2, version for one piano. Fortepiani 1848 Pleyel, 1838 Erard
- Riko Fukuda, Tomias Koch. Chopin, Mendelssohn, Moscheles, Hiller, Liszt. Grand duo Œuvres pour duo de pianofortes. Fortepiani 1830,1845 Graf
- Tomasz Ritter. Fryderyk Chopin. Sonata in B Minor, Ballade in F minor, Polonaises, Mazurkas. Karol Kurpinski. Polonaise in D minor. Fortepiani 1842 Pleyel, 1837 Erard, Buchholtz 1825-1826 (Paul McNulty)

## Filmografia
La vita breve e tormentata del musicista polacco, vero archetipo dell'artista romantico, si è ben prestata a varie trasposizioni filmiche.
- L'eterna armonia (1945), regia di Charles Vidor, con Cornel Wilde;
- La nota blu (1991), regia di Andrzej Żuławski, con Janusz Olejniczak, Marie-France Pisier, Sophie Marceau, Noemi Nadelmann;
- Chopin amore mio (1991), regia di James Lapine, con Hugh Grant nel ruolo del musicista;
- Chopin: desiderio d'amore (Pragnienie miłości) (2002), regia di Jerzy Antczak, in due versioni (polacco e inglese), con attori britannici.

## Luoghi e monumenti dedicati a Chopin
- L'aeroporto di Varsavia-Chopin.
- Un monumento in bronzo nel parco Łazienki a Varsavia.
- Una statua di bronzo raffigurante Chopin creata da Józek Nowak e inaugurata nel Dichtergarten a Monaco di Baviera nel 2010.
- Un monumento nel Parc Monceau a Parigi.
- Un monumento al Pomnik Park Jordana di Cracovia.
- Il Museo Fryderyk Chopin a Varsavia.
- La casa natale di Fryderyk Chopin a Żelazowa Wola, museo biografico sul compositore.
- Centro artistico europeo Fryderyk Chopin a Sanniki.
- Gli è stato dedicato l'asteroide scoperto nel 1986 denominato 3784 Chopin.